# Saint-Gaudens
Cet article concerne la commune française. Pour les autres significations, voir Saint-Gaudens (homonymie).
Ne doit pas être confondu avec Saint-Gaudent ou Saint-Gauzens.
Saint-Gaudens (prononcé [sɛ̃godɛ̃ːs]) est une commune française située dans l'ouest du département de la Haute-Garonne, dont elle est sous-préfecture, en région Occitanie.
Sur le plan historique et culturel, la commune est dans le pays de Comminges, correspondant à l’ancien comté de Comminges, circonscription de la province de Gascogne située sur les départements actuels du Gers, de la Haute-Garonne, des Hautes-Pyrénées et de l'Ariège. Exposée à un climat océanique altéré, elle est drainée par la Garonne, le canal d'Auné, le Jô, le Lanedon, le Soumès, le Canal de Camon, le ruisseau de la Garrie et par divers autres petits cours d'eau. La commune possède un patrimoine naturel remarquable : un site Natura 2000 (« Garonne, Ariège, Hers, Salat, Pique et Neste »), un espace protégé (« la Garonne, l'Ariège, l'Hers Vif et le Salat ») et trois zones naturelles d'intérêt écologique, faunistique et floristique.
Saint-Gaudens est une commune urbaine qui compte 11 869 habitants en 2022. Elle est dans l'agglomération de Saint-Gaudens et fait partie de l'aire d'attraction de Saint-Gaudens. Ses habitants sont appelés les Saint-Gaudinois ou Saint-Gaudinoises.
Le patrimoine architectural de la commune comprend six immeubles protégés au titre des monuments historiques : la collégiale Saint-Pierre, classée en 1840, l'Abbaye de Bonnefont, classée en 1927, l'oratoire Notre-Dame-de-la-Caoue, inscrit en 1929, la halle de Saint-Gaudens, inscrite en 2004, le monument aux morts, inscrit en 2018, et le monument des trois Maréchaux, inscrit en 2018.

## Géographie

### Localisation
La commune de Saint-Gaudens se trouve dans le département de la Haute-Garonne, en région Occitanie.
Sur le plan historique et culturel, Saint-Gaudens fait partie du pays de Comminges, correspondant à l’ancien comté de Comminges, circonscription de la province de Gascogne située sur les départements actuels du Gers, de la Haute-Garonne, des Hautes-Pyrénées et de l'Ariège.
Elle se situe à 80 km à vol d'oiseau de Toulouse, préfecture du département.
Les communes les plus proches sont : 
Valentine (2,1 km), Miramont-de-Comminges (2,5 km), Rieucazé (4,5 km), Aspret-Sarrat (4,6 km), Villeneuve-de-Rivière (4,8 km), Saux-et-Pomarède (5,0 km), Estancarbon (5,1 km), Labarthe-Rivière (5,2 km).
Saint-Gaudens est limitrophe de huit autres communes.
|                       | Saux-et-Pomarède | Lieoux                 |
| Villeneuve-de-Rivière | Saint-Gaudens    | Landorthe, Estancarbon |
| Valentine             | Aspret-Sarrat    | Miramont-de-Comminges  |

### Géologie et relief
La superficie de la commune est de 3 318 hectares ; son altitude varie de 338  à   558 mètres.

### Hydrographie

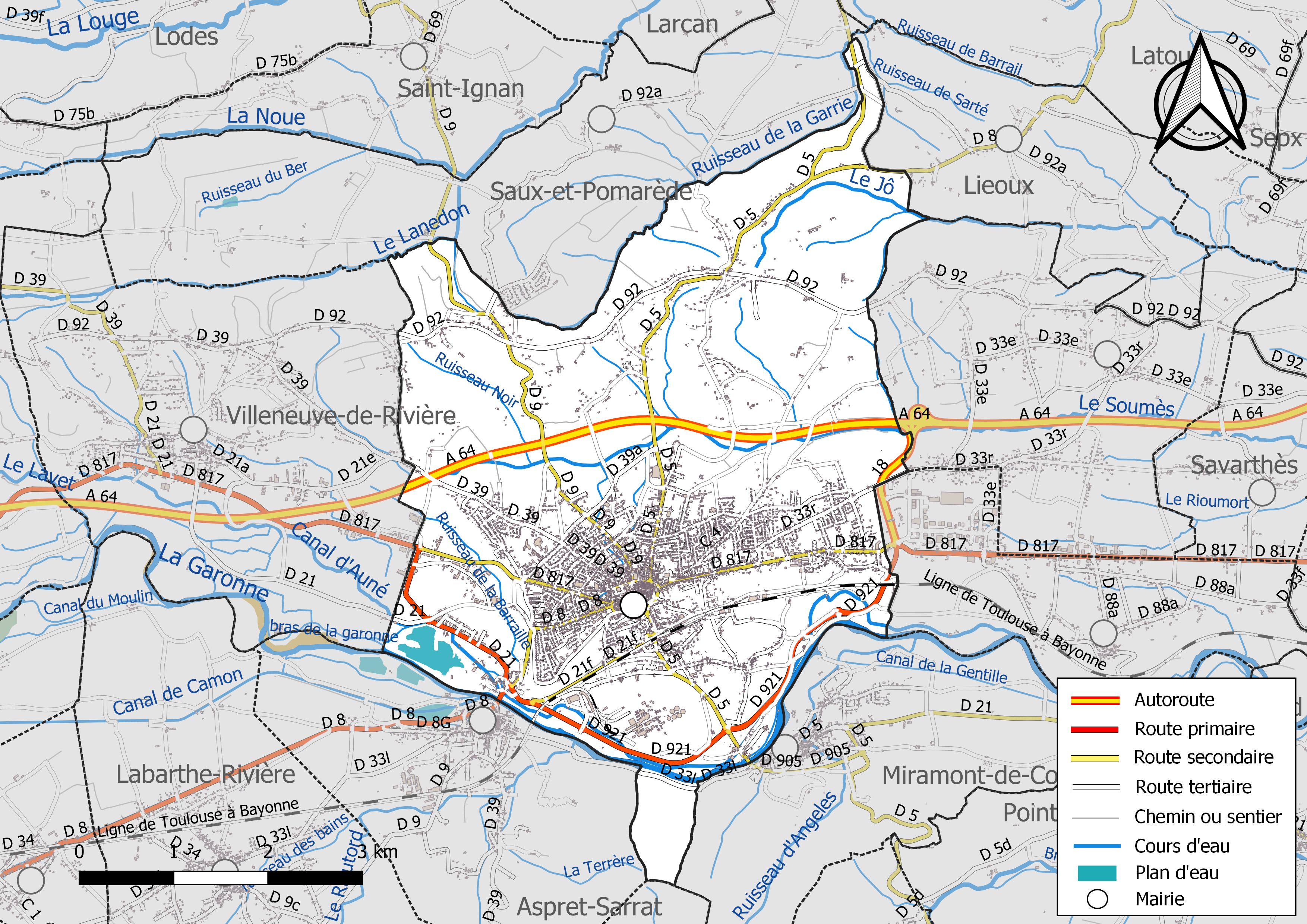
Réseaux hydrographique et routier de Saint-Gaudens.

La commune est dans le bassin de la Garonne, au sein du bassin hydrographique Adour-Garonne. Elle est drainée par la Garonne, le canal d'Auné, le Jô, le Lanedon, le Soumès, le ruisseau de la Garrie, un bras de la Garonne, un bras du Lavillon, Canal de la Gentille, la Garonne, le ruisseau de la Barraille, le ruisseau Noir et par divers petits cours d'eau, constituant un réseau hydrographique de 39 km de longueur totale,.
La Garonne est un fleuve principalement français prenant sa source en Espagne et qui coule sur 529 km avant de se jeter dans l’océan Atlantique. Elle longe la commune sur son flanc sud et constitue une limite séparative de la commune.
Le canal d'Auné, d'une longueur totale de 12,9 km, prend sa source dans la commune de Villeneuve-de-Rivière et s'écoule d'ouest en est. Il traverse la commune et se jette dans la Garonne à Estancarbon, après avoir traversé 3 communes.
Le Jô, d'une longueur totale de 17,3 km, prend sa source dans la commune et s'écoule d'ouest en est. Il traverse la commune et se jette dans la Garonne à Lestelle-de-Saint-Martory, après avoir traversé 7 communes.
Le Lanedon, d'une longueur totale de 10,8 km, prend sa source dans la commune de Ponlat-Taillebourg et s'écoule d'ouest en est. Il traverse la commune et se jette dans la Noue à Saint-Ignan, après avoir traversé 7 communes.
Le Soumès, d'une longueur totale de 17,1 km, prend sa source dans la commune et s'écoule d'ouest en est. Il traverse la commune et se jette dans la Garonne à Beauchalot, après avoir traversé 6 communes.

### Climat
Pour des articles plus généraux, voir Climat de l'Occitanie et Climat de la Haute-Garonne.
En 2010, le climat de la commune est de type climat océanique altéré, selon une étude s'appuyant sur une série de données couvrant la période 1971-2000. En 2020, Météo-France publie une typologie des climats de la France métropolitaine dans laquelle la commune est exposée à un climat de montagne ou de marges de montagne et est dans la région climatique Pyrénées centrales, caractérisée par une pluviométrie annuelle de 1 000 à 1 200 mm.
Pour la période 1971-2000, la température annuelle moyenne est de 12,1 °C, avec une amplitude thermique annuelle de 14,8 °C. Le cumul annuel moyen de précipitations est de 852 mm, avec 9,4 jours de précipitations en janvier et 6,5 jours en juillet. Pour la période 1991-2020, la température moyenne annuelle observée sur la station météorologique la plus proche, située sur la commune de Clarac à 8 km à vol d'oiseau, est de 12,5 °C et le cumul annuel moyen de précipitations est de 804,9 mm,. Pour l'avenir, les paramètres climatiques de la commune estimés pour 2050 selon différents scénarios d'émission de gaz à effet de serre sont consultables sur un site dédié publié par Météo-France en novembre 2022.

### Milieux naturels et biodiversité

#### Espaces protégés
La protection réglementaire est le mode d’intervention le plus fort pour préserver des espaces naturels remarquables et leur biodiversité associée,.
Un espace protégé est présent sur la commune : « la Garonne, l'Ariège, l'Hers Vif et le Salat », objet d'un arrêté de protection de biotope, d'une superficie de 1 658,7 ha.

#### Réseau Natura 2000

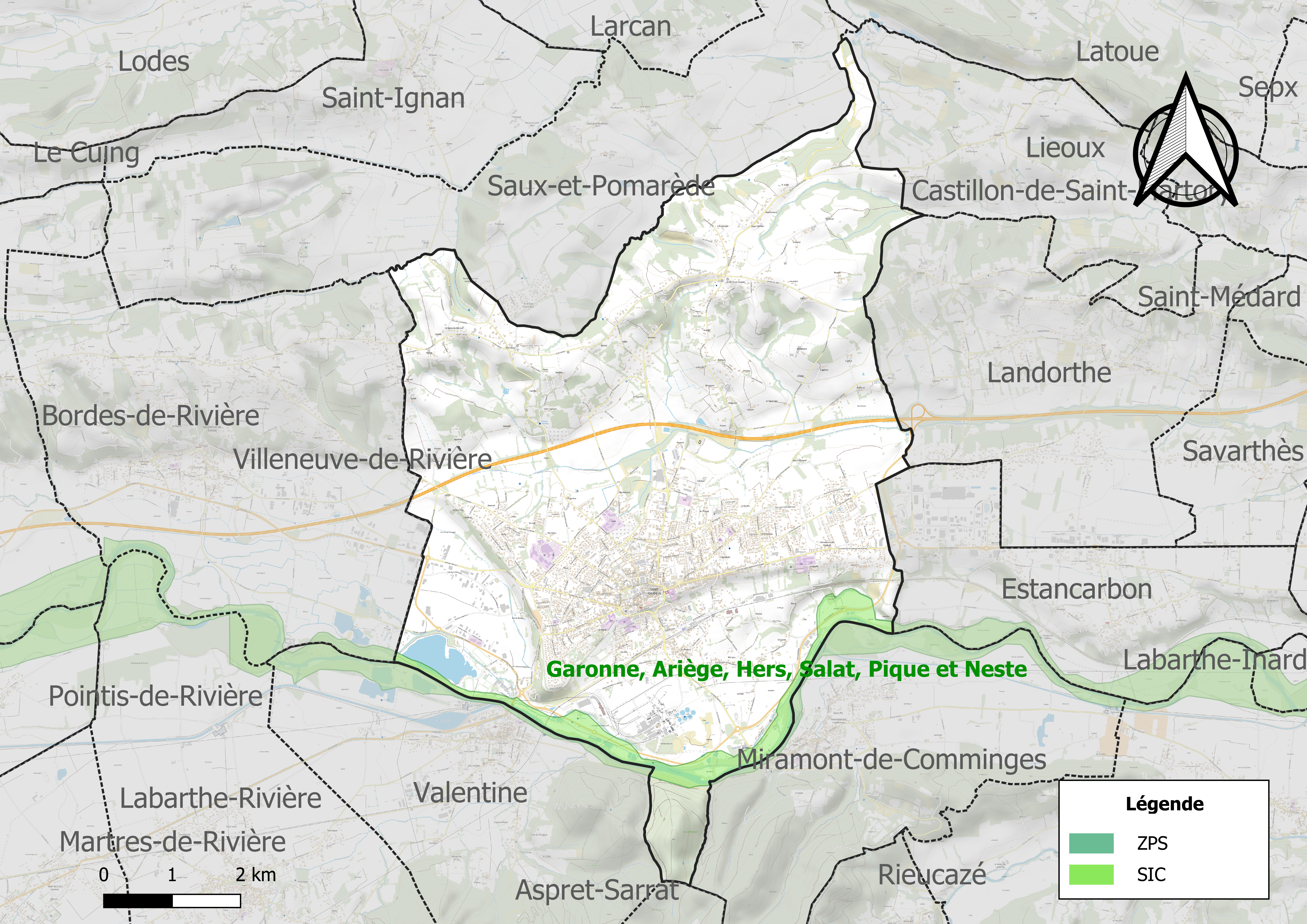
Site Natura 2000 sur le territoire communal.

Le réseau Natura 2000 est un réseau écologique européen de sites naturels d'intérêt écologique élaboré à partir des directives habitats et oiseaux, constitué de zones spéciales de conservation (ZSC) et de zones de protection spéciale (ZPS).
Un site Natura 2000 a été défini sur la commune au titre de la directive habitats : « Garonne, Ariège, Hers, Salat, Pique et Neste », d'une superficie de 9 581 ha, un réseau hydrographique pour les poissons migrateurs (zones de frayères actives et potentielles importantes pour le Saumon en particulier qui fait l'objet d'alevinages réguliers et dont des adultes atteignent déjà Foix sur l'Ariège.

#### Zones naturelles d'intérêt écologique, faunistique et floristique

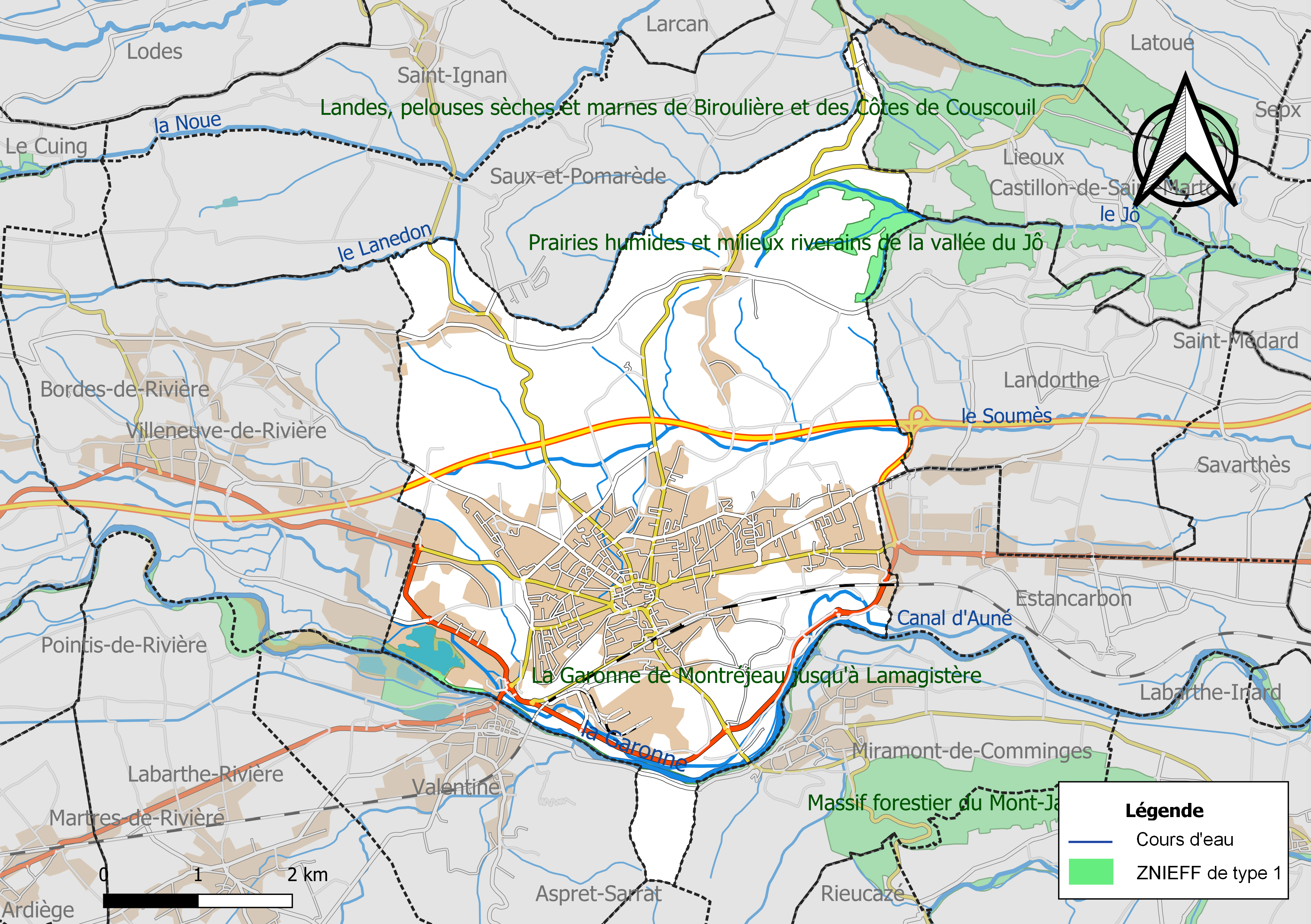
Carte des ZNIEFF de type 1 localisées sur la commune.

L’inventaire des zones naturelles d'intérêt écologique, faunistique et floristique (ZNIEFF) a pour objectif de réaliser une couverture des zones les plus intéressantes sur le plan écologique, essentiellement dans la perspective d’améliorer la connaissance du patrimoine naturel national et de fournir aux différents décideurs un outil d’aide à la prise en compte de l’environnement dans l’aménagement du territoire. Deux ZNIEFF de type 1 sont recensées sur la commune : « la Garonne de Montréjeau jusqu'à Lamagistère » (5 075 ha), couvrant 92 communes dont 63 dans la Haute-Garonne, trois en Lot-et-Garonne et 26 en Tarn-et-Garonne et les « prairies humides et milieux riverains de la vallée du Jô » (468 ha), couvrant 7 communes du département
et une ZNIEFF de type 2, : « la Garonne et milieux riverains, en aval de Montréjeau » (6 874 ha), couvrant 93 communes dont 64 dans la Haute-Garonne, trois en Lot-et-Garonne et 26 en Tarn-et-Garonne.

## Urbanisme

### Typologie
Au 1er janvier 2024, Saint-Gaudens est catégorisée centre urbain intermédiaire, selon la nouvelle grille communale de densité à sept niveaux définie par l'Insee en 2022.
Elle appartient à l'unité urbaine de Saint-Gaudens, une agglomération intra-départementale regroupant sept  communes, dont elle est ville-centre,,. Par ailleurs la commune fait partie de l'aire d'attraction de Saint-Gaudens, dont elle est la commune-centre,. Cette aire, qui regroupe 85 communes, est catégorisée dans les aires de moins de 50 000 habitants,.

### Occupation des sols

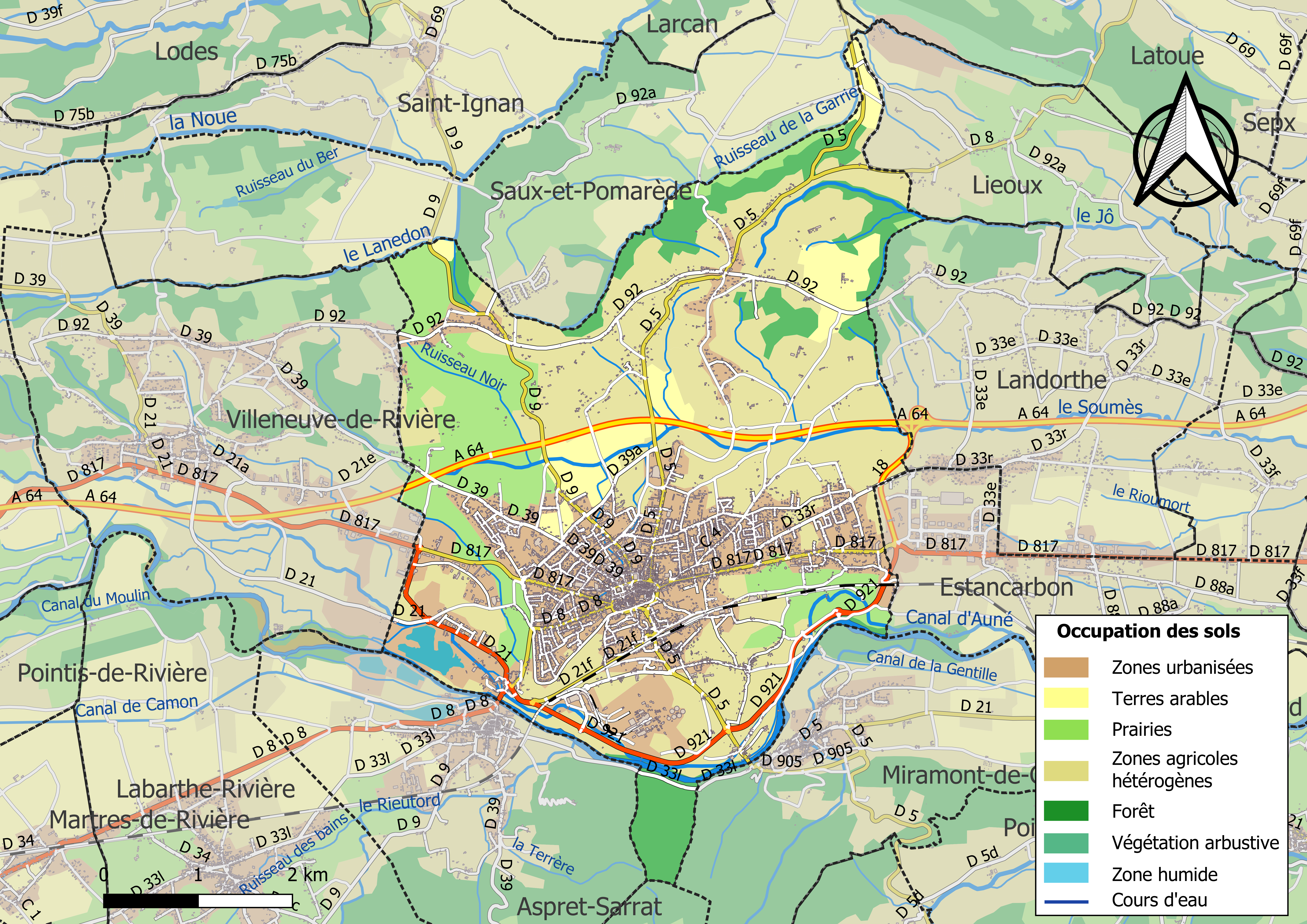
Carte des infrastructures et de l'occupation des sols de la commune en 2018 (CLC).

L'occupation des sols de la commune, telle qu'elle ressort de la base de données européenne d’occupation biophysique des sols Corine Land Cover (CLC), est marquée par l'importance des territoires agricoles (61,1 % en 2018), en diminution par rapport à 1990 (66,9 %). La répartition détaillée en 2018 est la suivante : 
zones agricoles hétérogènes (40,3 %), zones urbanisées (24,5 %), prairies (14,4 %), forêts (9,2 %), terres arables (6,3 %), zones industrielles ou commerciales et réseaux de communication (4 %), eaux continentales (1 %), mines, décharges et chantiers (0,2 %). L'évolution de l’occupation des sols de la commune et de ses infrastructures peut être observée sur les différentes représentations cartographiques du territoire : la carte de Cassini (XVIIIe siècle), la carte d'état-major (1820-1866) et les cartes ou photos aériennes de l'IGN pour la période actuelle (1950 à aujourd'hui).

### Voies de communication et transports
Saint-Gaudens constitue une ville-étape sur la liaison historique Toulouse-Tarbes par la route départementale 817, maintenant doublée au nord de la ville par l'autoroute A64. Elle est aussi un carrefour avec la route nationale 125 assurant la liaison Toulouse-Espagne et la ligne de Toulouse à Bayonne dont la gare de Saint-Gaudens la dessert également, entre le centre-ville et la Garonne.
À l'ouest de la ville, la route nationale 117 et la route départementale 21 forment le circuit automobile du Comminges.
Par le train : en gare de Saint-Gaudens par TER Occitanie et Intercités sur la ligne Toulouse - Bayonne.
Saint-Gaudens dispose d'un service de transport municipal payant nommé Movigo et qui dessert l'ensemble de la ville.
Il y a également plusieurs lignes du réseau Lio qui relient la commune à d'autres communes du département :
- la ligne 342 part de la gare de Saint-Gaudens jusqu'à L'Isle-en-Dodon ;
- la ligne 344 part de Saint-Gaudens jusqu'à Boulogne-sur-Gesse ;
- la ligne 379 part de Saint-Gaudens jusqu'à Mauran ou Lavelanet-de-Comminges ;
- la ligne 391 part de Saint-Gaudens (Lycée Agricole, Lycée Bagatelle, Collège Leclerc) jusqu'à Alan ;
- la ligne 392 part de la gare de Saint-Gaudens jusqu'à Moncaup ;
- la ligne 393 part de Saint-Gaudens jusqu'à Melles ;
- la ligne 394 part de Saint-Gaudens jusqu'à Bagnères-de-Luchon ;
- la ligne 395 part de Saint-Gaudens jusqu'à Les (Catalogne) Espagne ;
- la ligne 397 part de Saint-Gaudens jusqu'à Mane ;
- la ligne 398 part de Saint-Gaudens jusqu'à Montréjeau.

### Risques majeurs
Le territoire de la commune de Saint-Gaudens est vulnérable à différents aléas naturels : météorologiques (tempête, orage, neige, grand froid, canicule ou sécheresse), inondations et séisme (sismicité modérée). Il est également exposé à deux risques technologiques, le risque industriel et la rupture d'un barrage, et à un risque particulier : le risque de radon. Un site publié par le BRGM permet d'évaluer simplement et rapidement les risques d'un bien localisé soit par son adresse soit par le numéro de sa parcelle.

#### Risques naturels
Certaines parties du territoire communal sont susceptibles d’être affectées par le risque d’inondation par débordement de cours d'eau, notamment le canal d'Auné, le Soumès, le Jô et le Lanedon. La commune a été reconnue en état de catastrophe naturelle au titre des dommages causés par les inondations et coulées de boue survenues en 1982, 1996, 1999, 2007, 2009, 2013 et 2018,.

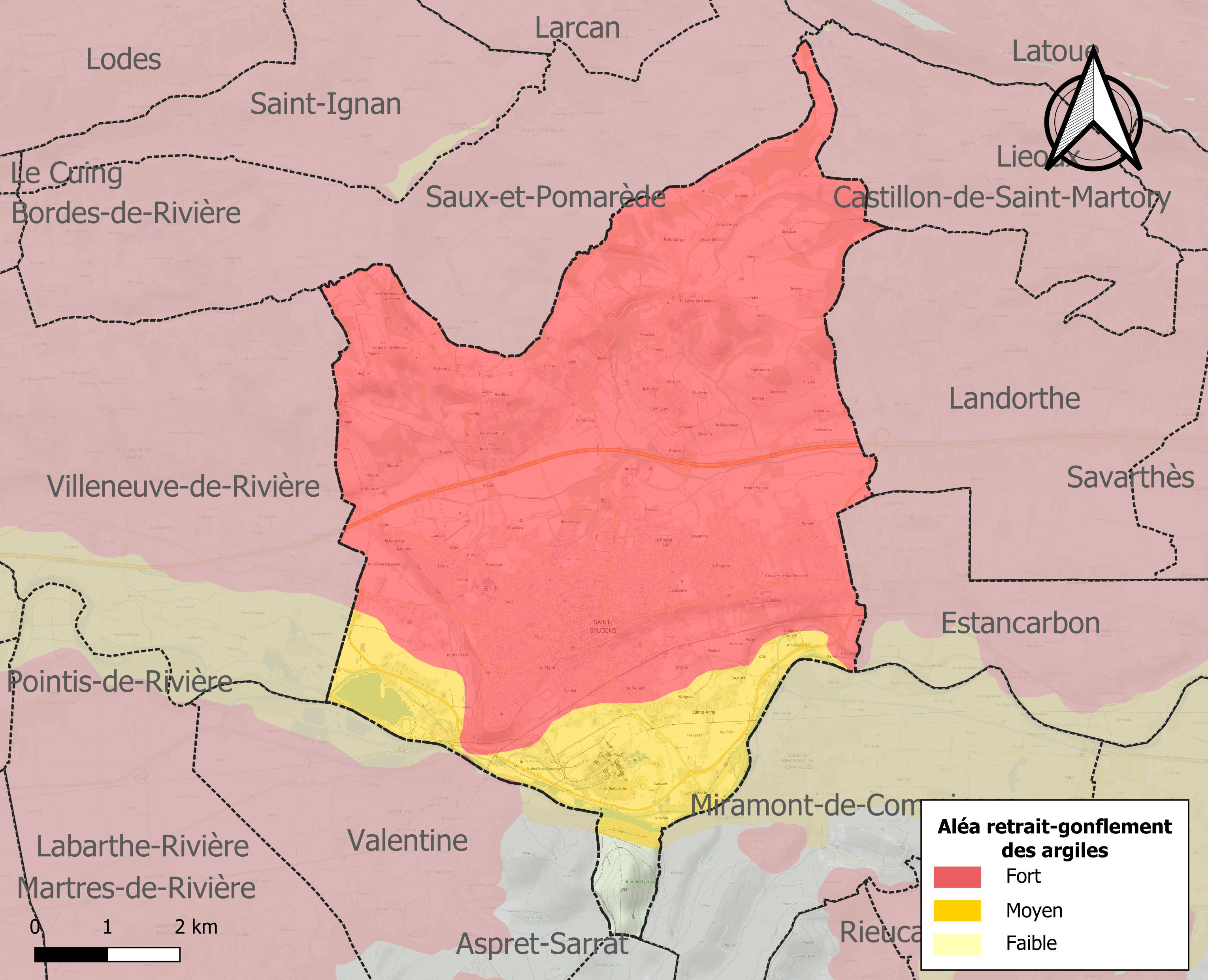
Carte des zones d'aléa retrait-gonflement des sols argileux de Saint-Gaudens.

Le retrait-gonflement des sols argileux est susceptible d'engendrer des dommages importants aux bâtiments en cas d’alternance de périodes de sécheresse et de pluie. 98,2 % de la superficie communale est en aléa moyen ou fort (88,8 % au niveau départemental et 48,5 % au niveau national). Sur les 3 642 bâtiments dénombrés sur la commune en 2019, 3 642 sont en aléa moyen ou fort, soit 100 %, à comparer aux 98 % au niveau départemental et 54 % au niveau national. Une cartographie de l'exposition du territoire national au retrait gonflement des sols argileux est disponible sur le site du BRGM,.
Par ailleurs, afin de mieux appréhender le risque d’affaissement de terrain, l'inventaire national des cavités souterraines permet de localiser celles situées sur la commune.
Concernant les mouvements de terrains, la commune a été reconnue en état de catastrophe naturelle au titre des dommages causés par la sécheresse en 1989, 1994, 2003, 2012, 2016, 2017 et 2019 et par des mouvements de terrain en 1999.

#### Risques technologiques
La commune est exposée au risque industriel du fait de la présence sur son territoire d'une entreprise soumise à la directive européenne SEVESO.
La commune est en outre située en aval des barrages du Portillon, de Cap de Long (Hautes-Pyrénées) et de l'Oule (Hautes-Pyrénées). À ce titre elle est susceptible d’être touchée par l’onde de submersion consécutive à la rupture d'un de ces ouvrages.

#### Risque particulier
Dans plusieurs parties du territoire national, le radon, accumulé dans certains logements ou autres locaux, peut constituer une source significative d’exposition de la population aux rayonnements ionisants. Certaines communes du département sont concernées par le risque radon à un niveau plus ou moins élevé. Selon la classification de 2018, la commune de Saint-Gaudens est classée en zone 2, à savoir zone à potentiel radon faible mais sur lesquelles des facteurs géologiques particuliers peuvent faciliter le transfert du radon vers les bâtiments.

## Toponymie
Le lieu se nomme Mansus dans l'Antiquité romaine, référant au manse, domaine agricole, avant de s'appeler Mans par diminution lexicale. Il s'est potentiellement développé sur un ancien manse celtibère, les Celtes fonctionnant par fermes éparses à peine réunies en hameaux et pagi.
Mais juste avant le catholicisme, la ville se nommait Bans, une évolution phonétique à relier possiblement au titre de Ban germanique du fait de l'implantation wisigothique.
Le nom change avec le catholicisme, et devient Mas-Saint-Pierre, revenant à l'idée de manse (Mansus, Mans, Mas).
Avec la canonisation catholique de Gaudens par les Francs conquérants, la ville prend son nom actuel. En gascon alors, devenir local du latin relié à l'euskara, le nom de la commune est Sent Gaudenç.
D’origine latine, Gaudens signifie « l’homme qui détient la parole ». Il est aussi dérivé de Gaudentius qui veut dire « joie ».
Durant la Révolution, la commune porte le nom de Mont-d'Unité.

## Histoire
Dans l'antiquité, une voie romaine reliant Toulouse à Dax passe à proximité du site actuel de la ville, où se trouve un domaine rural.
En 475 le lieu accueille la sépulture d'un martyr : Gaudens, jeune garçon décapité par les Wisigoths. Une communauté religieuse se crée alors en son nom. Une église et un monastère sont construits vers le VIIIe siècle, les religieux suivant les règles de vie de saint Chrodegand.
Le bourg prend son nom actuel au IXe siècle, en raison du culte qui s'est développé autour du martyr, et au moment où ses reliques sont déposées en l'église du Mas-Saint-Pierre. Au XIe siècle, la communauté religieuse se donne le statut de chapitre collégial. L'église est reconstruite à cette époque, en s'inspirant de la basilique Saint-Sernin de Toulouse et elle devient une collégiale.
En 1212 puis en 1216, la ville accueille les croisés de Simon IV de Montfort. Le XIIIe siècle est une période où la cité devient une place marchande. L'absence de fortifications se fait sentir et des défenses sont érigées (sous la forme de murailles et de fossés, avec deux portes).
Le pape Clément V, ancien évêque du Comminges, rend visite à la ville le 13 janvier 1309 et reconnaît dans une bulle du 20 janvier le caractère authentique des reliques, tout en accordant de nombreuses indulgences pour encourager les pèlerinages au sanctuaire.
Le XIVe siècle et le XVe siècle sont marqués par une crise économique - qui demeure encore aujourd’hui - assez profonde en raison de guerres (guerre civile, guerre étrangère). La ville subit ensuite les outrages dus aux guerres de religion, malgré les travaux entrepris pour compléter ses défenses au XVIe siècle (une seconde enceinte munie de cinq portes est construite à la suite de la croissance des faubourgs hors les murs) : le 2 août 1569, la ville est prise par les huguenots menés par le comte de Montgommery. Les archives de la ville sont incendiées, l'église et le marché sont saccagés et pillés. Une partie des reliques est cependant sauvée en étant mise à l'abri dans une église voisine. L'arrivée du maréchal de Matignon permet aux catholiques de reprendre la ville peu après.
Saint-Gaudens est annexée au domaine royal en 1607 par Henri IV. Le 30 août 1661, les reliques du saint reprennent leur place initiale à la collégiale. Cette date reste celle de la fête patronale de la cité, toujours célébrée de nos jours.
Au cours des XVIIe et XVIIIe siècles, le chapitre reprend de l'ampleur, jusqu'à la Révolution : il est alors supprimé et ses archives sont détruites pour l'essentiel.
En 1945, l'acte de libération de la ville est signé par le Dr Pierre Ollé, directeur de la clinique Ferran et chef de la Résistance locale, qui accepte dans la foulée de diriger la ville.

### Les Hospitaliers
En 1160, l'hôpital de Saint-Jean de Jérusalem est créé. Une charte de coutumes est accordée par Bernard IV, comte de Comminges aux habitants en 1202 (elle sera confirmée en 1345).

## Politique et administration

### Rattachements administratifs et électoraux

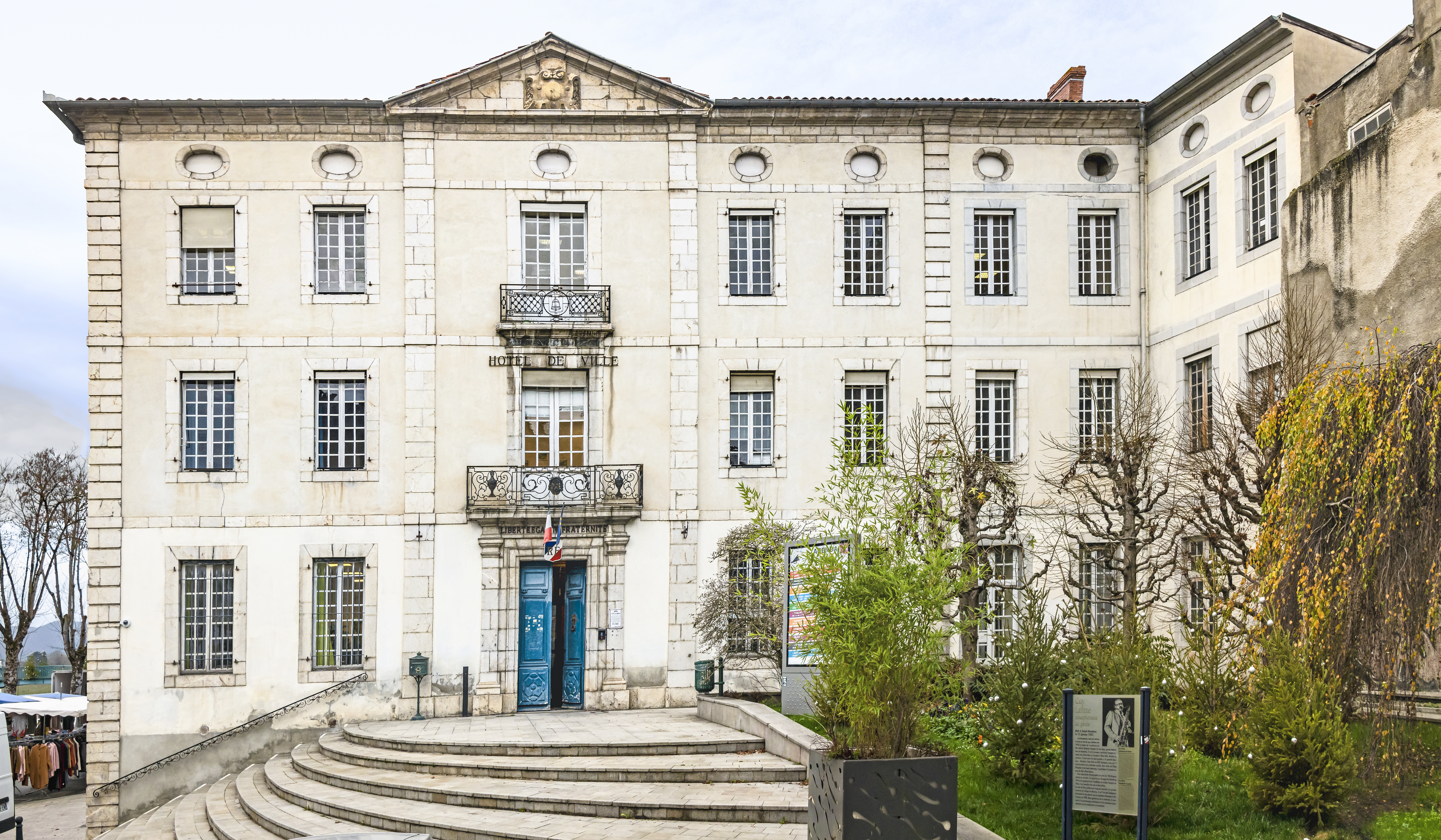
L'hôtel de ville.

#### Circonscriptions de rattachement
Sous-préfecture, Saint-Gaudens appartient au canton de Saint-Gaudens, dont elle est le chef-lieu puis le bureau centralisateur depuis sa création. Le redécoupage cantonal de 2014 en a modifié sa composition puisqu'il englobe désormais les anciens cantons de Boulogne-sur-Gesse et Montréjeau.
Pour l'élection des députés, la commune fait partie de la huitième circonscription de la Haute-Garonne, représentée depuis le 19 mars 2018 par Joël Aviragnet (PS-NUPES). Avant le redécoupage de 1986, la commune appartenait à la sixième circonscription.

#### Intercommunalité
Depuis le 1er janvier 2017, date de sa création, la commune appartient à la communauté de communes Cœur et Coteaux du Comminges et en est le siège ainsi que la principale ville. Cette intercommunalité est issue de la fusion de cinq communauté de communes dont la communauté de communes du Saint-Gaudinois qui regroupait les communes de l'ancien canton de Saint-Gaudens.
Saint-Gaudens est également membre du SIVOM de Saint-Gaudens Montréjeau Aspet Magnoac.
| Élections                  | Élections                     | Circonscription électorale                          | Élu de la circonscription        | Élu de la circonscription | Élu de la circonscription | Élu de la circonscription |
| Niveau                     | Type                          | Circonscription électorale                          | Titre                            | Nom                       | Début de mandat           | Fin de mandat             |
| -------------------------- | ----------------------------- | --------------------------------------------------- | -------------------------------- | ------------------------- | ------------------------- | ------------------------- |
| Commune / Intercommunalité | Municipales et communautaires | Saint-Gaudens                                       | Maire                            | Jean-Yves Duclos          | 2020                      | 2026                      |
| Commune / Intercommunalité | Municipales et communautaires | Communauté de communes Cœur et Coteaux du Comminges | Présidente de l'intercommunalité | Magali Gasto-Oustric      | 2020                      | 2026                      |
| Département                | Départementales               | Canton de Saint-Gaudens                             | Conseiller départemental         | Jean-Yves Duclos          | 2021                      | 2028                      |
| Département                | Départementales               | Canton de Saint-Gaudens                             | Conseillère départementale       | Céline Laurenties-Barrère | 2021                      | 2028                      |
| Région                     | Régionales                    | Région Occitanie                                    | Présidente du conseil régional   | Carole Delga              | 2021                      | 2028                      |
| Pays                       | Législatives                  | Huitième circonscription                            | Député                           | Joël Aviragnet            | 2022                      | 2027                      |

### Administration municipale
Le nombre d'habitants au recensement de 2017 étant compris entre 10 000 et 19 999, le nombre de membres du conseil municipal pour l'élection de 2020 est de 33,.

### Liste des maires
Depuis la Libération, sept maires se sont succédé à la tête de la commune.
| Période          | Période          | Identité                  | Étiquette             | Qualité |
| ---------------- | ---------------- | ------------------------- | --------------------- | --- |
| 21 août 1944     | octobre 1947     | Pierre Ollé               | SFIO                  | Médecin Conseiller général de Saint-Gaudens (1945 → 1949)                                                                                |
| octobre 1947     | 24 novembre 1974 | Armand de Bertrand-Pibrac | RPF puis UNR puis UDR | Avocat, magistrat Conseiller général de Saint-Gaudens (1967 → 1973) Suppléant du député Hippolyte Ducos (1962 → 1968) Décédé en fonction |
| 28 décembre 1974 | 20 mars 1989     | Jacques Ferjoux           | UDR puis RPR          | |
| 20 mars 1989     | 25 mars 2001     | Pierre Ortet              | PS                    | Proviseur Député de la Haute-Garonne (1981 → 1993) Conseiller général de Saint-Gaudens (1973 → 1992)                                     |
| 25 mars 2001     | 21 février 2008  | Philippe Perrot           | UDF puis UMP          | Médecin Démissionnaire |
| 21 février 2008  | 17 mars 2008     | Jean-Claude Adrian        |                       | Président de la délégation spéciale |
| 17 mars 2008     | 6 avril 2014     | Jean-Raymond Lépinay      | PS                    | Professeur de faculté Conseiller général de Saint-Gaudens (1998 → 2011) Président de la CC du Saint-Gaudinois (2008 → 2016)              |
| 6 avril 2014     | En cours         | Jean-Yves Duclos          | DVG                   | Cadre territorial Conseiller départemental de Saint-Gaudens (2015 → )                                                                    |

### Politique environnementale
Dans son palmarès 2016, le Conseil national de villes et villages fleuris de France a renouvelé son attribution de deux fleurs à la commune au Concours des villes et villages fleuris.

### Jumelages
| Ville | Ville            | Pays | Pays    |
| ----- | ---------------- | ---- | ------- |
|       | Avranches        |      | France  |
|       | Barbastro        |      | Espagne |
|       | Vielha e Mijaran |      | Espagne |

## Population et société

### Démographie
L'évolution du nombre d'habitants est connue à travers les recensements de la population effectués dans la commune depuis 1793. Pour les communes de plus de 10 000 habitants les recensements ont lieu chaque année à la suite d'une enquête par sondage auprès d'un échantillon d'adresses représentant 8 % de leurs logements, contrairement aux autres communes qui ont un recensement réel tous les cinq ans,.

En 2022, la commune comptait 11 869 habitants, en évolution de +3,83 % par rapport à 2016 (Haute-Garonne : +8,02 %, France hors Mayotte : +2,11 %).
| 1793  | 1800  | 1806  | 1821  | 1831  | 1836  | 1841  | 1846  | 1851  |
| ----- | ----- | ----- | ----- | ----- | ----- | ----- | ----- | ----- |
| 4 000 | 4 155 | 5 054 | 5 428 | 6 179 | 6 020 | 5 459 | 5 056 | 4 692 |

| 1856  | 1861  | 1866  | 1872  | 1876  | 1881  | 1886  | 1891  | 1896  |
| ----- | ----- | ----- | ----- | ----- | ----- | ----- | ----- | ----- |
| 4 905 | 4 975 | 5 166 | 5 669 | 5 955 | 6 312 | 6 602 | 7 007 | 6 651 |

| 1901  | 1906  | 1911  | 1921  | 1926  | 1931  | 1936  | 1946  | 1954  |
| ----- | ----- | ----- | ----- | ----- | ----- | ----- | ----- | ----- |
| 7 277 | 7 120 | 7 127 | 6 429 | 6 516 | 6 392 | 6 385 | 7 944 | 8 023 |

| 1962   | 1968   | 1975   | 1982   | 1990   | 1999   | 2006   | 2011   | 2016   |
| ------ | ------ | ------ | ------ | ------ | ------ | ------ | ------ | ------ |
| 10 581 | 11 682 | 12 148 | 11 644 | 11 266 | 10 845 | 11 000 | 11 191 | 11 431 |

| 2021   | 2022   | - | - | - | - | - | - | - |
| ------ | ------ | - | - | - | - | - | - | - |
| 11 613 | 11 869 | - | - | - | - | - | - | - |

| selon la population municipale des années : | 1968 | 1975 | 1982 | 1990 | 1999 | 2006 | 2009 | 2013 |
| Rang de la commune dans le département      | 3    | 4    | 5    | 9    | 12   | 11   | 11   | 14   |
| Nombre de communes du département           | 592  | 582  | 586  | 588  | 588  | 588  | 589  | 589  |

L'agglomération compte, en 2018, (à périmètre identique) 16 090 habitants contre 13 494 habitants au recensement de 2009. Cette évolution positive est encourageante puisque le déclin était continu depuis 1975 (14 707 habitants). Elle se compose de 4 communes : Saint-Gaudens (11 604 habitants), Valentine (878 habitants), Miramont-de-Comminges (773 habitants) et Estancarbon (608 habitants).
L'aire urbaine (40 communes) est la seconde de haute Garonne passe quant à elle de 25 474 habitants en 1999 à 30 387 habitants en 2018. Le déclin industriel des trente dernières années est désormais compensé par le dynamisme de la métropole toulousaine toute proche, dont l'essor notamment le long de l'A64 ne cesse de progresser vers le sud. La seconde raison est liée au désenclavement du Comminges.

### Enseignement
L'éducation est assurée sur la commune de Saint-Gaudens par les écoles élémentaires, des lycées, des formations post Bac (BTS) et universitaires avec le Campus Connecté, en passant par le collège un centre de formation des apprentis agricoles et un centre du GRETA.
- École Maternelle des Olympiades.
- Groupes Scolaires des Caussades, des Gavastous, du Pilat et de la Résidence.
- Groupe Scolaire Privé Sainte-Thérèse.
- Collège Didier Daurat
- Collège Leclerc.
- Collège Privé Sainte-Thérèse.
- Lycée Général et Technologique de Bagatelle.
- Lycée Général et Lycée Professionnel Hôtelier privés Sainte-Thérèse.
- Lycée Professionnel Élisabeth et Norbert Casteret.
- Lycée Professionnel Agricole du Comminges.
- Campus universitaire "connecté".
- Petite enfance : halte-garderie, relais assistantes maternelles, crèches, centres de loisirs
- Un service d'inspection académique

### Manifestations culturelles et festivités
- Festival international de musique du Comminges, Festival de musique sacrée.
- Festival de Jazz[54]: Jazz en Comminges.
- Les Pyrénéennes qui ont lieu tous les trois ans. La dernière ayant eu lieu en 2024.

### Service public
Saint-Gaudens possède un service départemental d'incendie et de secours, une gendarmerie, un commissariat de police, une police municipale, une poste, un centre des impôts, plusieurs maisons de retraite, un office de tourisme et abrite aussi le siège de la communauté de communes Cœur et Coteaux du Comminges, la sous-préfecture, un tribunal de commerce, un tribunal de grande instance, un conseil de prud'hommes, l'antenne du Conseil départemental de la Haute-Garonne, une maison de la région Occitanie, pôle emploi, DDE, douanes, office national des forêts et une CPAM (antenne de Toulouse).

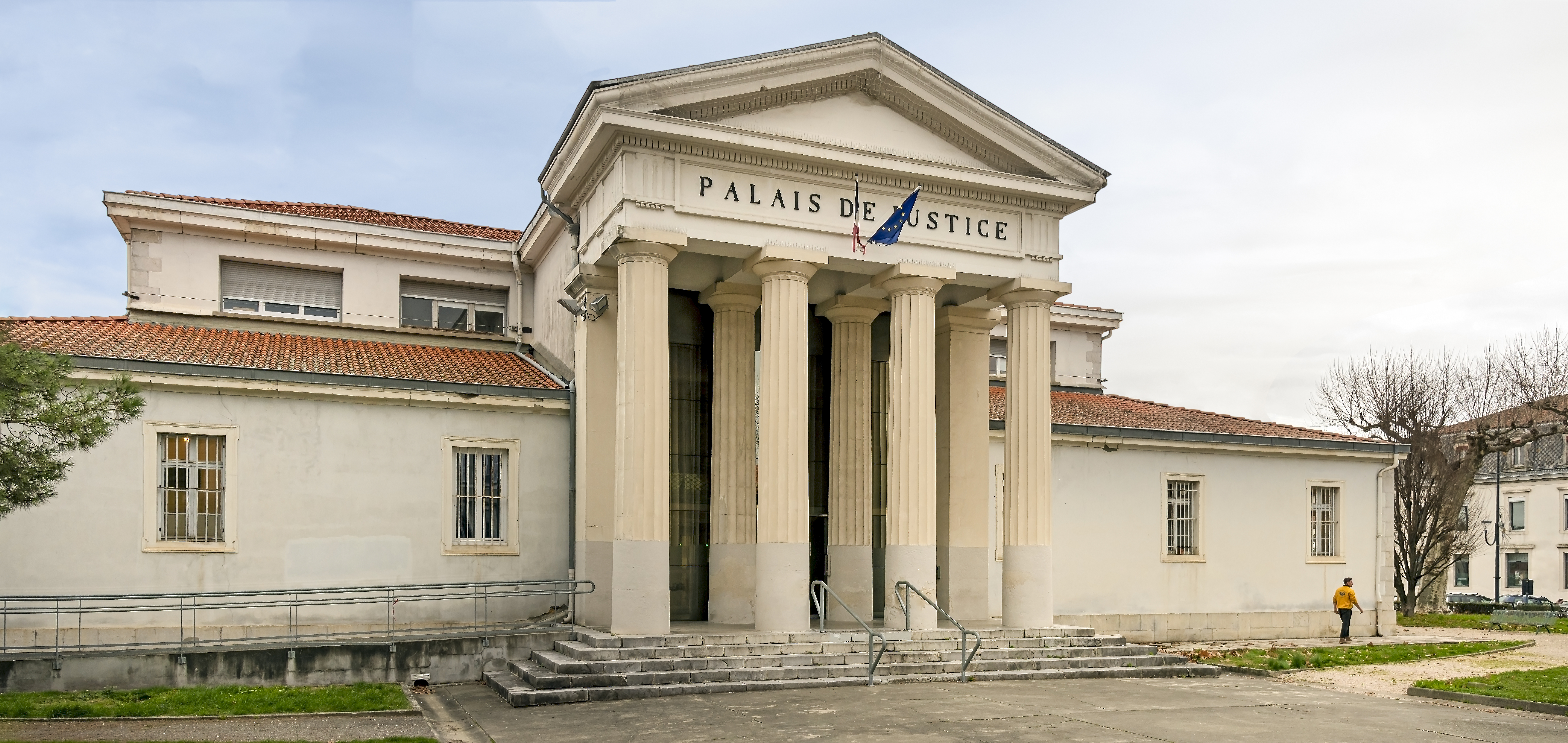
Le Tribunal de Grande Instance.
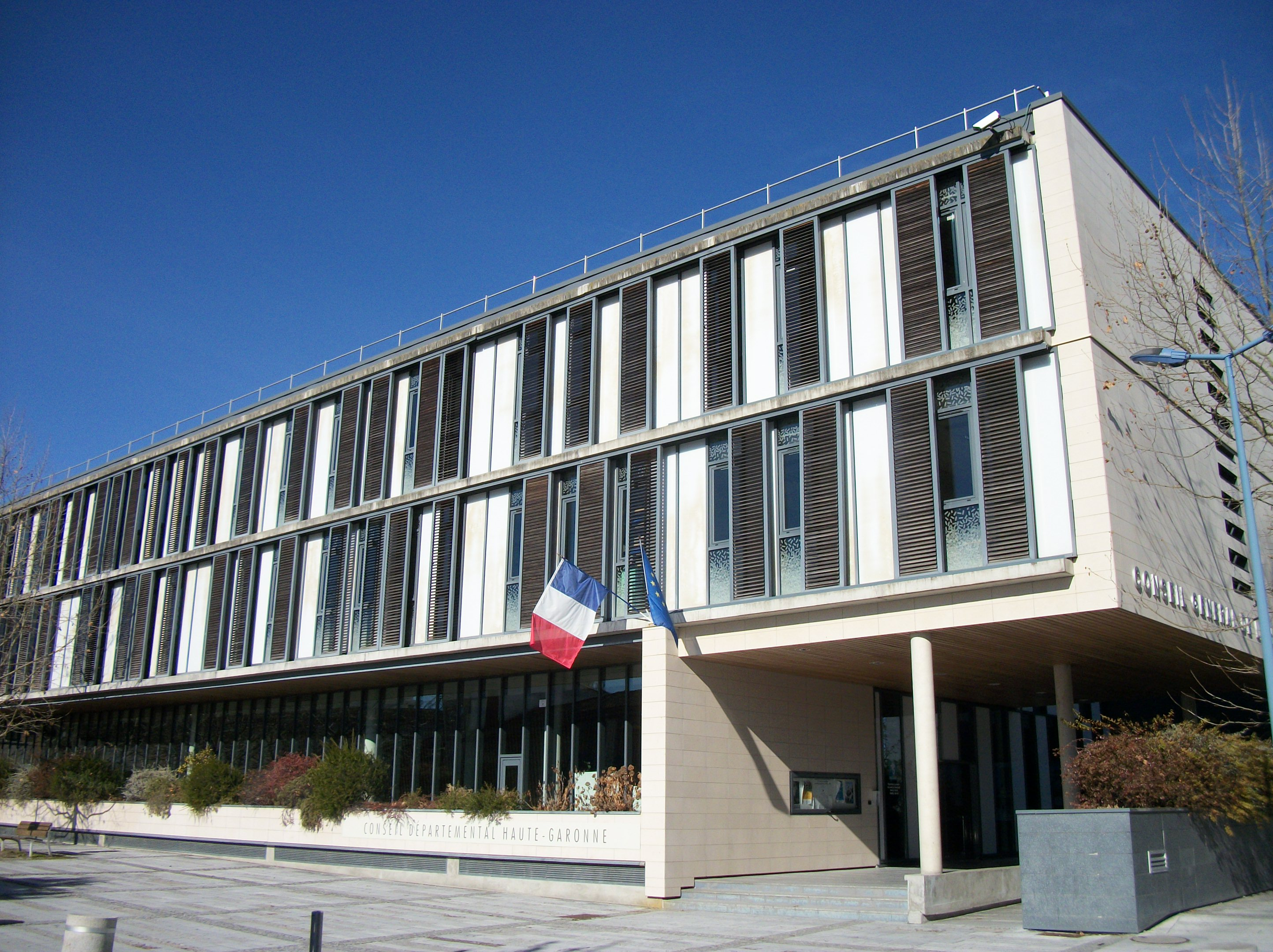
Conseil Départemental de la Haute-Garonne.

### Santé
Centre hospitalier, Imagerie par Résonance Magnétique (IRM), téléchirurgie, centre médico social, centre intercommunal d’action sociale, école d'infirmières, école d'aides soignantes.

### Culte
- Eglise Évangélique - Assemblée de Dieu[55].

### Sports

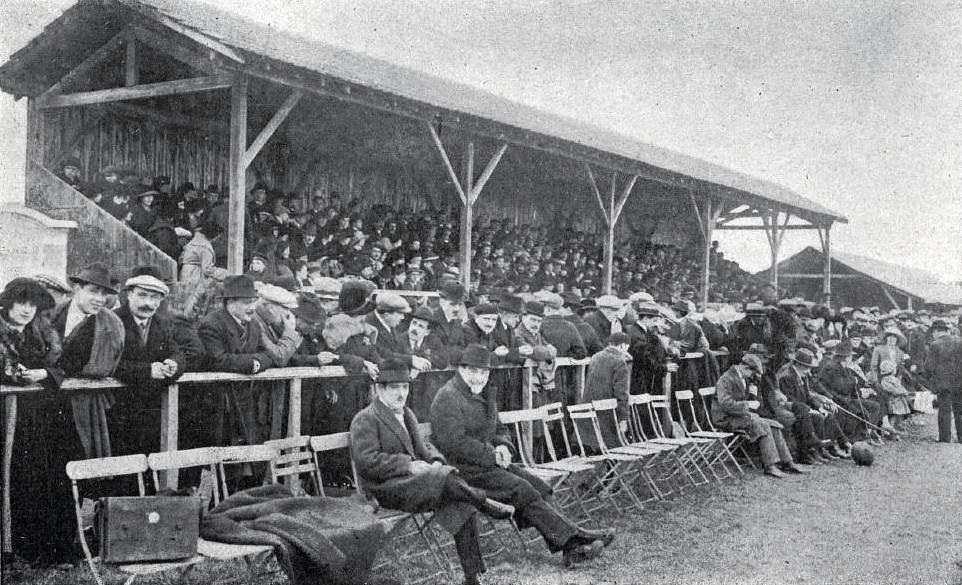
Public du Stade saint-gaudinois, en 1921.

#### Rugby à XIII
Le club de rugby à XIII le Racing club saint-gaudinois Comminges XIII, surnommé « les Ours », est le club semi-professionnel de rugby à XIII de la ville. Il évolue actuellement en première division nationale.
Le club a un palmarès prestigieux et a notamment gagné trois coupes de France (en 1973, 1991 et 1992) et quatre championnats de France de première division nationale (en 1970, 1974, 1991 et 2004).
L'ensemble des équipes évolue au Stade Jules-Ribet.

#### Rugby à XV
Un club de rugby à XV, le Stade saint-gaudinois, évolue dans le Championnat de France de 3e division fédérale pour la saison 2017-2018.
Il a évolué en première division groupe B dans les années 1980 et 1990 et même en Groupe A en 1987.

#### Autres sports

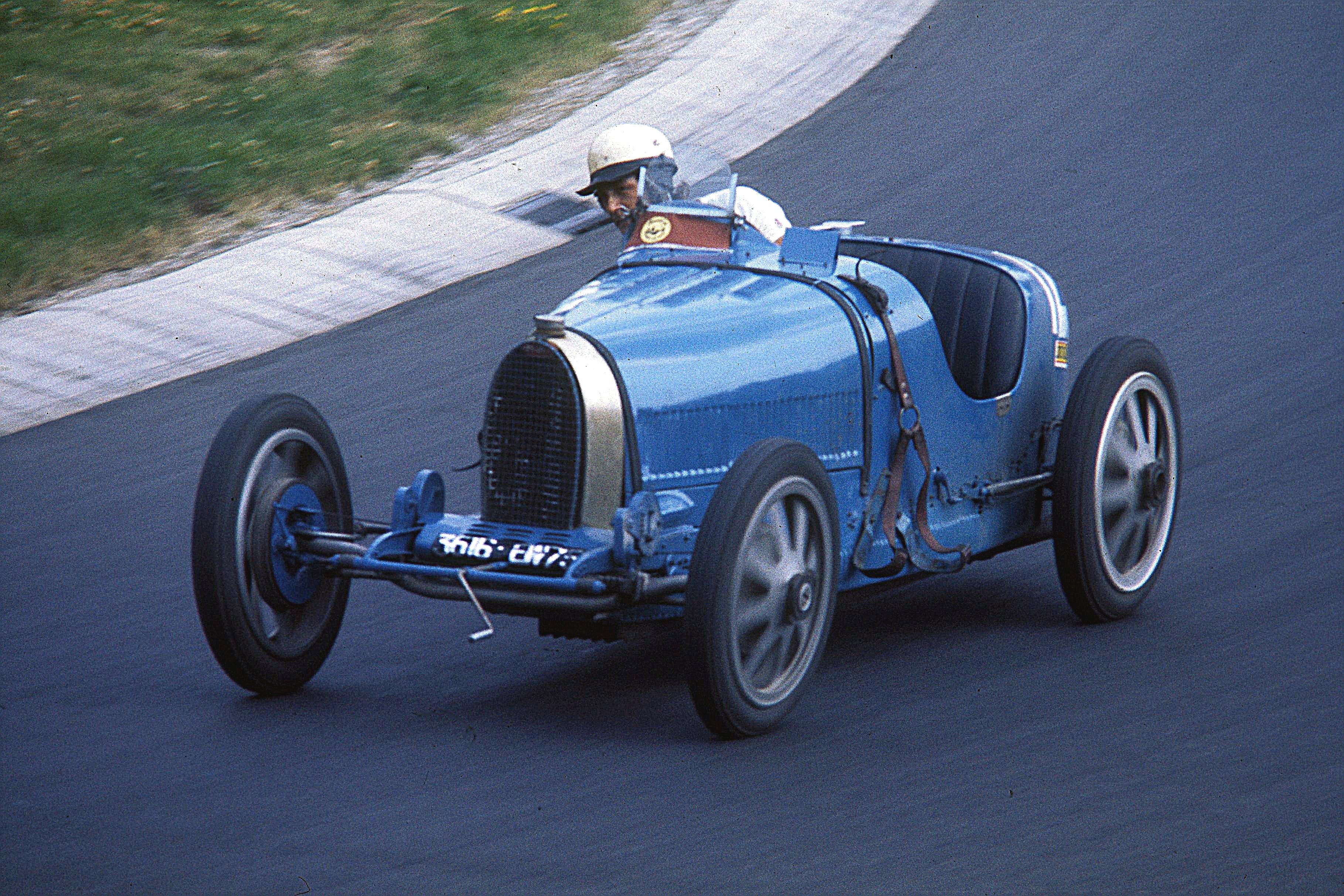
Bugatti 35.

- Circuit automobile du Comminges en activité entre 1929 et 1954.
  - Yves Giraud-Cabantous, né le 8 octobre 1904 à Saint-Gaudens, a été un coureur automobile de 1930 à 1957 (victoires au Bol d'or, à San Remo, au Grand Prix des Frontières, à la Coupe du Salon, au Grand Prix de Paris et aux 12 Heures de Reims).
  - Marcel Tarrès (Marcel Tarrès-Sala), dit l'Aigle des montagnes, né le 21 juin 1951 à Saint-Gaudens, a été un autre coureur automobile de 1976 à 1994, remportant onze championnats de France de courses de côtes entre 1982 et 1993, deux en Belgique en 1977 et 1978, et également trois championnats de France de sport prototype (Coupe Alfa), en 1991, 1993, et 1994[56].
- Tournoi de tennis international ITF féminin[57] : créé en 1996, l'Open Engie de Saint-Gaudens Occitanie est doté de 60 000 $.
- Club de football Union Sportive Saint-Gaudinoise Violettes en division Honneur régionale.
- Course cycliste Route d'Occitanie et son palmarès et ses statistiques.
- Moto club du Comminges (MCC) homologation Moto-cross FFM et UFOLEP.
- Le 13 juillet 2021, Saint-Gaudens accueille l'arrivée de la 16e étape de la course cycliste du Tour de France.

## Économie

### Revenus
En 2018 (données Insee publiées en septembre 2021), la commune compte 5 709 ménages fiscaux, regroupant 10 837 personnes. La médiane du revenu disponible par unité de consommation est de 18 790 € (23 140 € dans le département). 40 % des ménages fiscaux sont imposés (55,3 % dans le département).

### Emploi
|                | 2008   | 2013   | 2018   |
| -------------- | ------ | ------ | ------ |
| Commune        | 10,2 % | 14,8 % | 13,6 % |
| Département    | 7,7 %  | 9,6 %  | 9,3 %  |
| France entière | 8,3 %  | 10 %   | 10 %   |

En 2018, la population âgée de 15 à 64 ans s'élève à 6 291 personnes, parmi lesquelles on compte 69,8 % d'actifs (56,2 % ayant un emploi et 13,6 % de chômeurs) et 30,2 % d'inactifs,. Depuis 2008, le taux de chômage communal (au sens du recensement) des 15-64 ans est supérieur à celui de la France et du département.
La commune est la commune-centre de l'aire d'attraction de Saint-Gaudens,. Elle compte 8 217 emplois en 2018, contre 8 415 en 2013 et 8 638 en 2008. Le nombre d'actifs ayant un emploi résidant dans la commune est de 3 630, soit un indicateur de concentration d'emploi de 226,4 % et un taux d'activité parmi les 15 ans ou plus de 45,8 %.
Sur ces 3 630 actifs de 15 ans ou plus ayant un emploi, 2 383 travaillent dans la commune, soit 66 % des habitants. Pour se rendre au travail, 74,9 % des habitants utilisent un véhicule personnel ou de fonction à quatre roues, 4,7 % les transports en commun, 16 % s'y rendent en deux-roues, à vélo ou à pied et 4,4 % n'ont pas besoin de transport (travail au domicile).

### Activités hors agriculture

#### Secteurs d'activités
1 299 établissements sont implantés à Saint-Gaudens au 31 décembre 2019. Le tableau ci-dessous en détaille le nombre par secteur d'activité et compare les ratios avec ceux du département,.
| Secteur d'activité                                                                                        | Commune | Commune | Département |
| Secteur d'activité                                                                                        | Nombre  | %       | %           |
| --- | ------- | ------- | ----------- |
| Ensemble                                                                                                  | 1 299   | 100 %   | (100 %)     |
| Industrie manufacturière, industries extractives et autres                                                | 108     | 8,3 %   | (5,7 %)     |
| Construction                                                                                              | 138     | 10,6 %  | (12 %)      |
| Commerce de gros et de détail, transports, hébergement et restauration                                    | 395     | 30,4 %  | (25,9 %)    |
| Information et communication                                                                              | 27      | 2,1 %   | (4,1 %)     |
| Activités financières et d'assurance                                                                      | 79      | 6,1 %   | (3,8 %)     |
| Activités immobilières                                                                                    | 53      | 4,1 %   | (4,2 %)     |
| Activités spécialisées, scientifiques et techniques et activités de services administratifs et de soutien | 183     | 14,1 %  | (19,8 %)    |
| Administration publique, enseignement, santé humaine et action sociale                                    | 223     | 17,2 %  | (16,6 %)    |
| Autres activités de services                                                                              | 93      | 7,2 %   | (7,9 %)     |

Le secteur du commerce de gros et de détail, des transports, de l'hébergement et de la restauration est prépondérant sur la commune puisqu'il représente 30,4 % du nombre total d'établissements de la commune (395 sur les 1299 entreprises implantées à Saint-Gaudens), contre 25,9 % au niveau départemental.

#### Entreprises et commerces
Les cinq entreprises ayant leur siège social sur le territoire communal qui génèrent le plus de chiffre d'affaires en 2020 sont : 
- Fibre Excellence Saint-Gaudens SAS, fabrication de pâte à papier (156 982 k€)
- Maison Jucla, commerce de gros (commerce interentreprises) de viandes de boucherie (46 775 k€)
- Soc Exploitation Bois Du Sud Ouest - Sebso, exploitation forestière (23 208 k€)
- Cassagne Electricité Et Travaux Publics, construction de réseaux électriques et de télécommunications (10 896 k€)
- Fibre Excellence Energie SAS, production d'électricité (10 782 k€)

Le Saint-Gaudinois draine des flux économiques du sud de la Haute-Garonne, une activité industrielle est présente.
- Papeterie : cette usine de fabrication de pâte à papier fut construite à la fin des années 1950 avec des capitaux américains dans le cadre du plan Marshall. L’usine de Saint-Gaudens produit plusieurs types de pâte à papier : pâte de feuillus mélangés, pâtes spéciales, pâtes de résineux. La « Cellulose d’Aquitaine » a appartenu au canadien Tembec. Elle est détenue depuis 2010 par la société canadienne Paper Excellence (pt) et a pour nom « Fibre Excellence Saint-Gaudens ».
- Fabricant de capsules de surbouchage pour l'industrie du vin : Janson Industrie
- Recherche géophysique : Sercel, filiale de la Compagnie générale de géophysique
- Confection de prêt à porter : Groupe Formen
- Câblage électronique et électrique : ASC/SOPIDY
- Bâtiments et travaux publics : Giuliani SA
- Électricité et réseaux : Cassagne SAS
- Génie climatique et plomberie : Pyretherm SAS
- Fabrication de cuisines industrielles : Arcometal
- Antenne de la Chambre de commerce et d'industrie de Toulouse, Chambre de métiers et de l'artisanat, Chambre d'agriculture

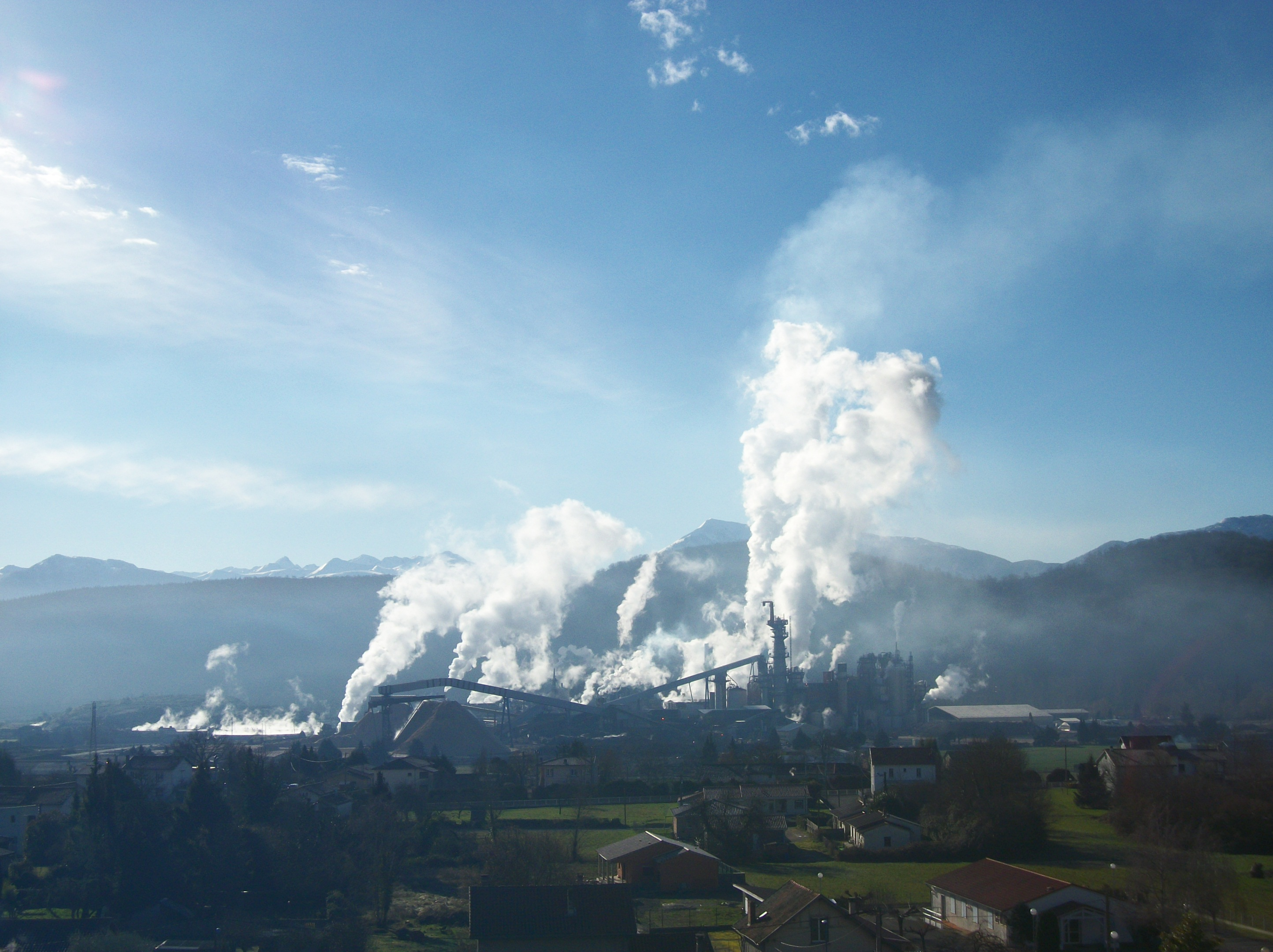
L'usine de pâte à papier de l'entreprise Fibre Excellence
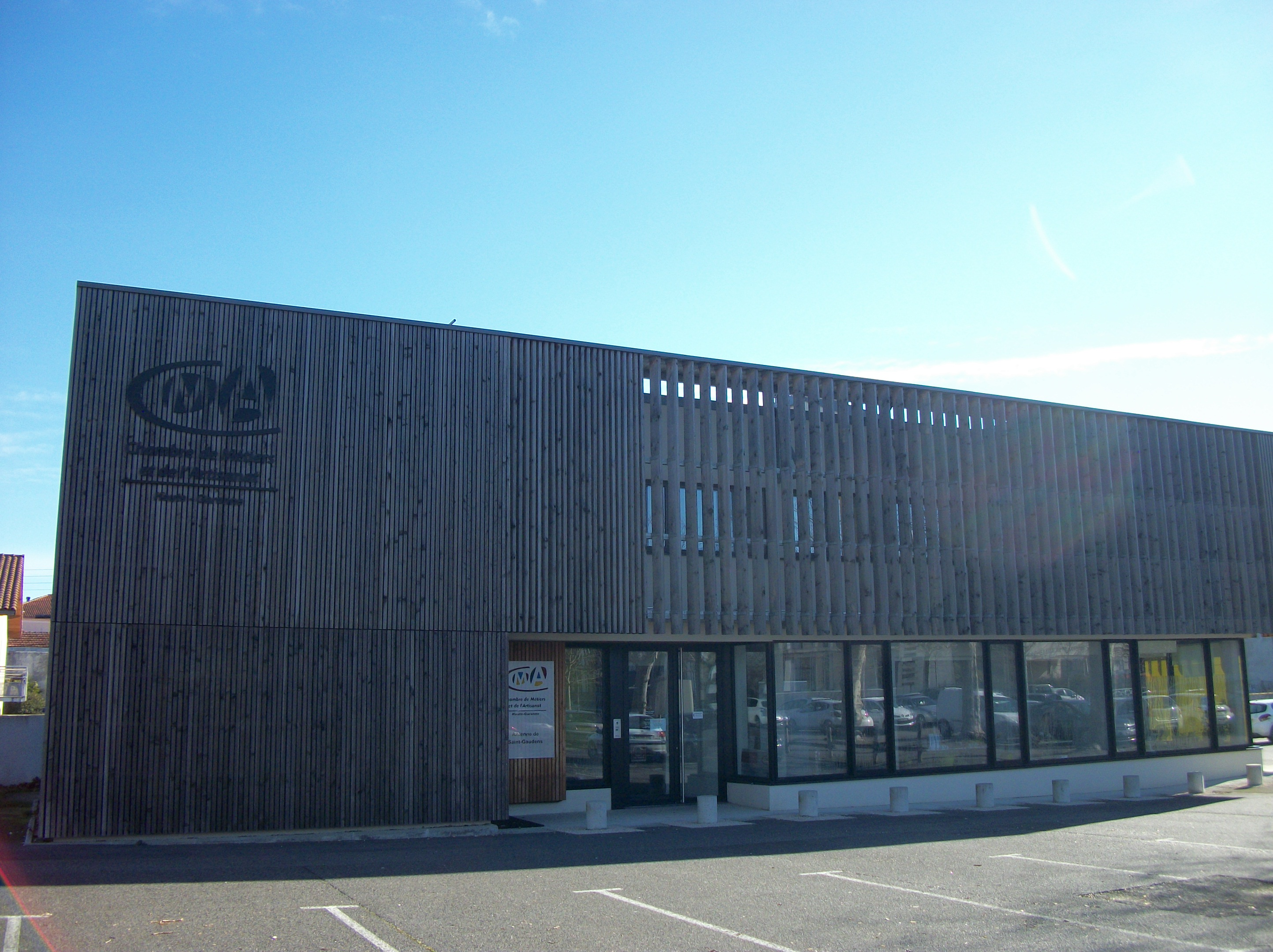
Chambre de métiers et de l'artisanat
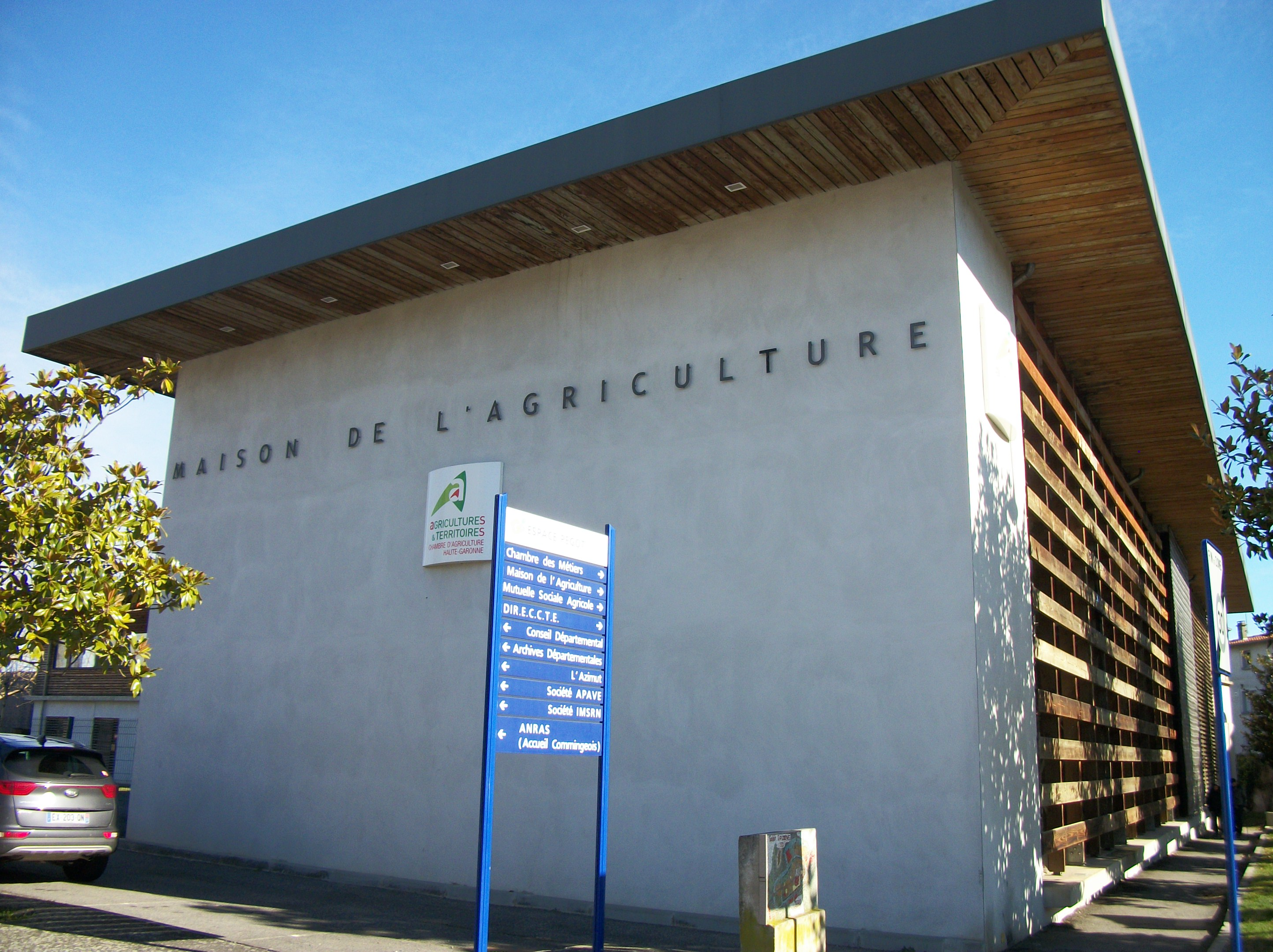
Maison de l'agriculture

### Agriculture
La commune est dans « La Rivière », une petite région agricole localisée dans le sud du département de la Haute-Garonne, constituant la partie piémont au relief plus doux que les Pyrénées centrales la bordant au sud et où la vallée de la Garonne s’élargit. En 2020, l'orientation technico-économique de l'agriculture sur la commune est la polyculture et/ou le polyélevage.
|               | 1988  | 2000  | 2010 | 2020  |
| ------------- | ----- | ----- | ---- | ----- |
| Exploitations | 133   | 67    | 30   | 33    |
| SAU (ha)      | 2 118 | 1 502 | 999  | 1 326 |

Le nombre d'exploitations agricoles en activité et ayant leur siège dans la commune est passé de 133 lors du recensement agricole de 1988 à 67 en 2000 puis à 30 en 2010 et enfin à 33 en 2020, soit une baisse de 75 % en 32 ans. Le même mouvement est observé à l'échelle du département qui a perdu pendant cette période 57 % de ses exploitations,. La surface agricole utilisée sur la commune a également diminué, passant de 2 118 ha en 1988 à 1 326 ha en 2020. Parallèlement la surface agricole utilisée moyenne par exploitation a augmenté, passant de 16 à 40 ha.

### Écologie et recyclage
La collecte et le traitement des déchets des ménages et des déchets assimilés ainsi que la protection et la mise en valeur de l'environnement se font dans le cadre du SIVOM de Saint-Gaudens Montréjeau Aspet Magnoac.

## Culture locale et patrimoine

### Lieux et monuments
Sont inscrits aux monuments historiques :
- Collégiale Saint-Pierre et Saint-Gaudens, construite au XIe siècle et remaniée au XVe siècle puis au XIXe siècle, classée 1840[64], entièrement rénovée de 2017 à 2019[65]
- Cloître provenant de l'ancienne abbaye de Bonnefont, classée en 1927[66]
- Halle aux grains : à deux vaisseaux, construite de 1830 à 1843, inscrite en 2004[67] et devenue Halle Gourmande en 2018 avec 7 commerces de bouche
- Monument des trois Maréchaux, inscrit en 2018[68]
- Monument aux morts, inscrit en 2018[69]
- Oratoire Notre-Dame-de-la-Caoue, inscrit en 1929[70]

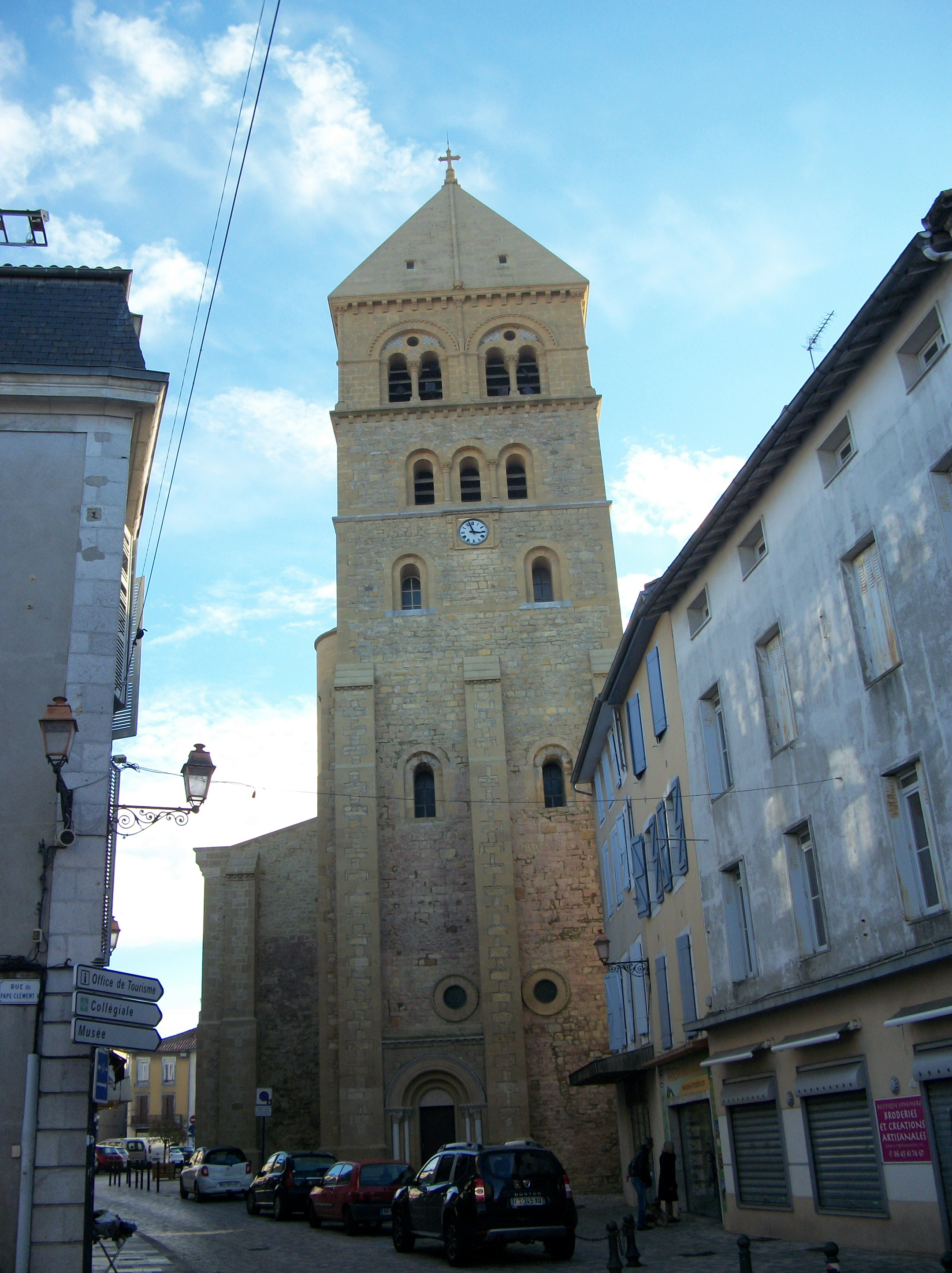
Le clocher de la collégiale Saint-Pierre de Saint-Gaudens.
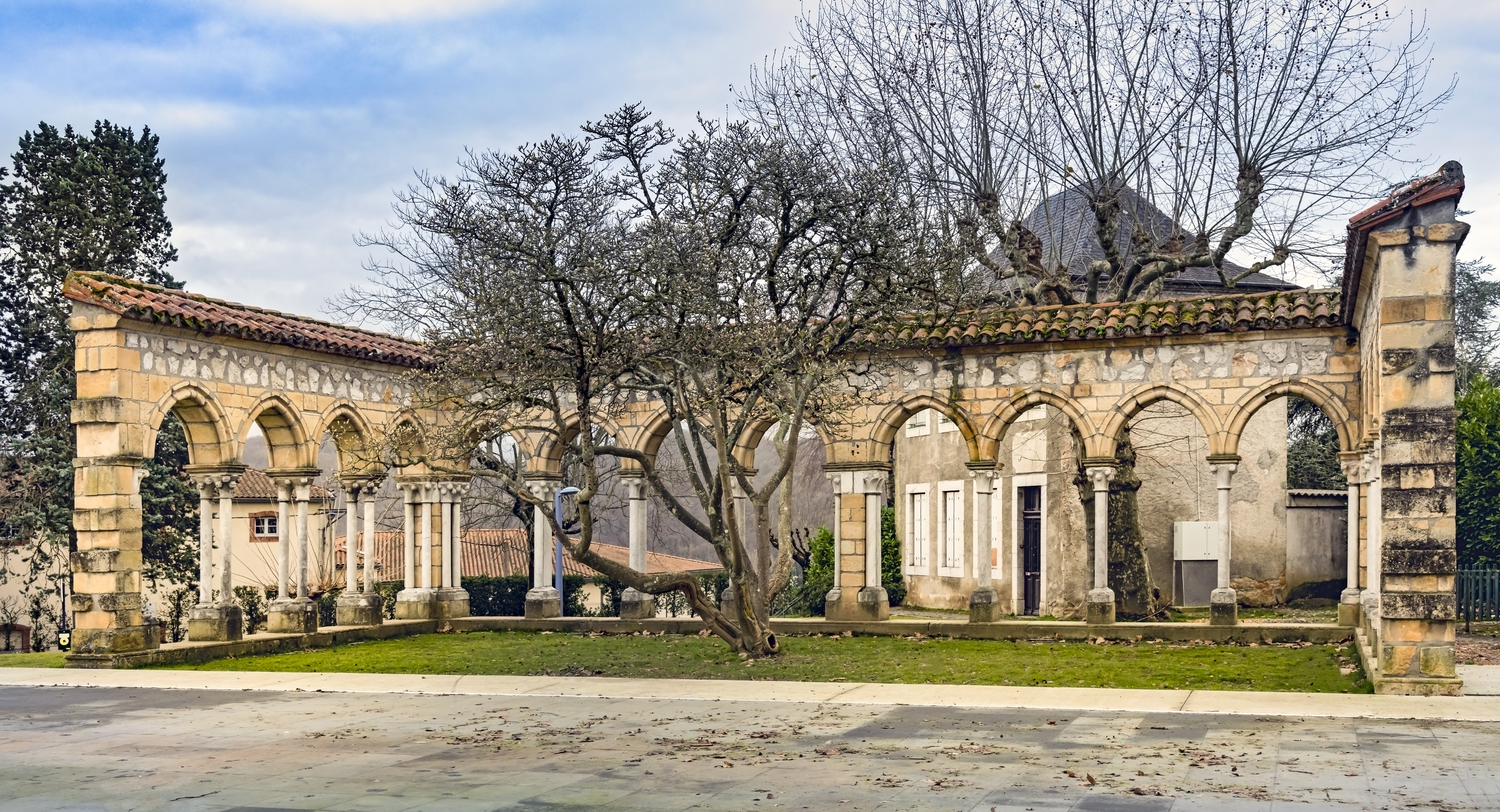
Cloître de l'abbaye de Bonnefont.
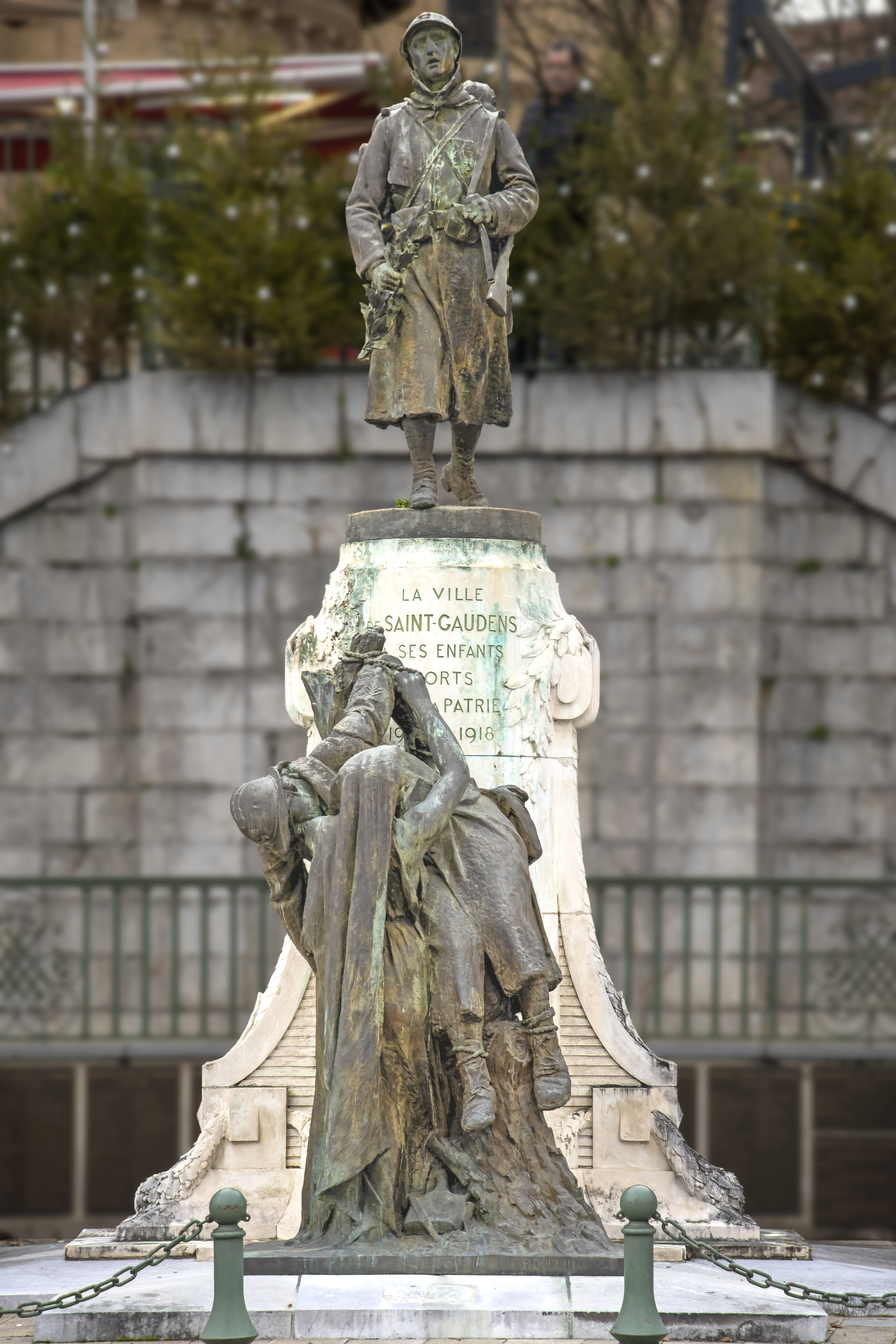
Monument aux morts par Paul Ducuing.
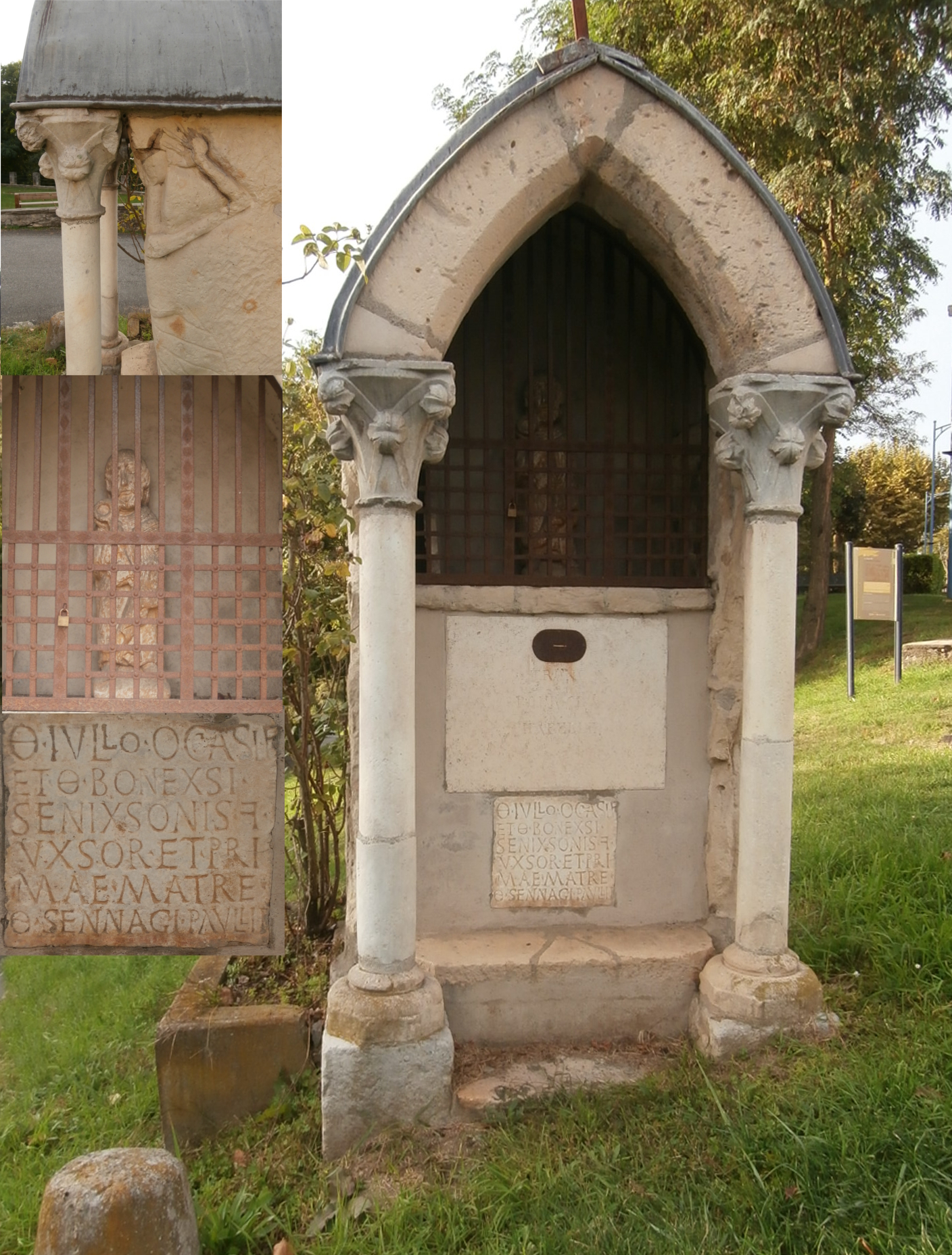
Oratoire Notre-Dame-de-la-Caoue.
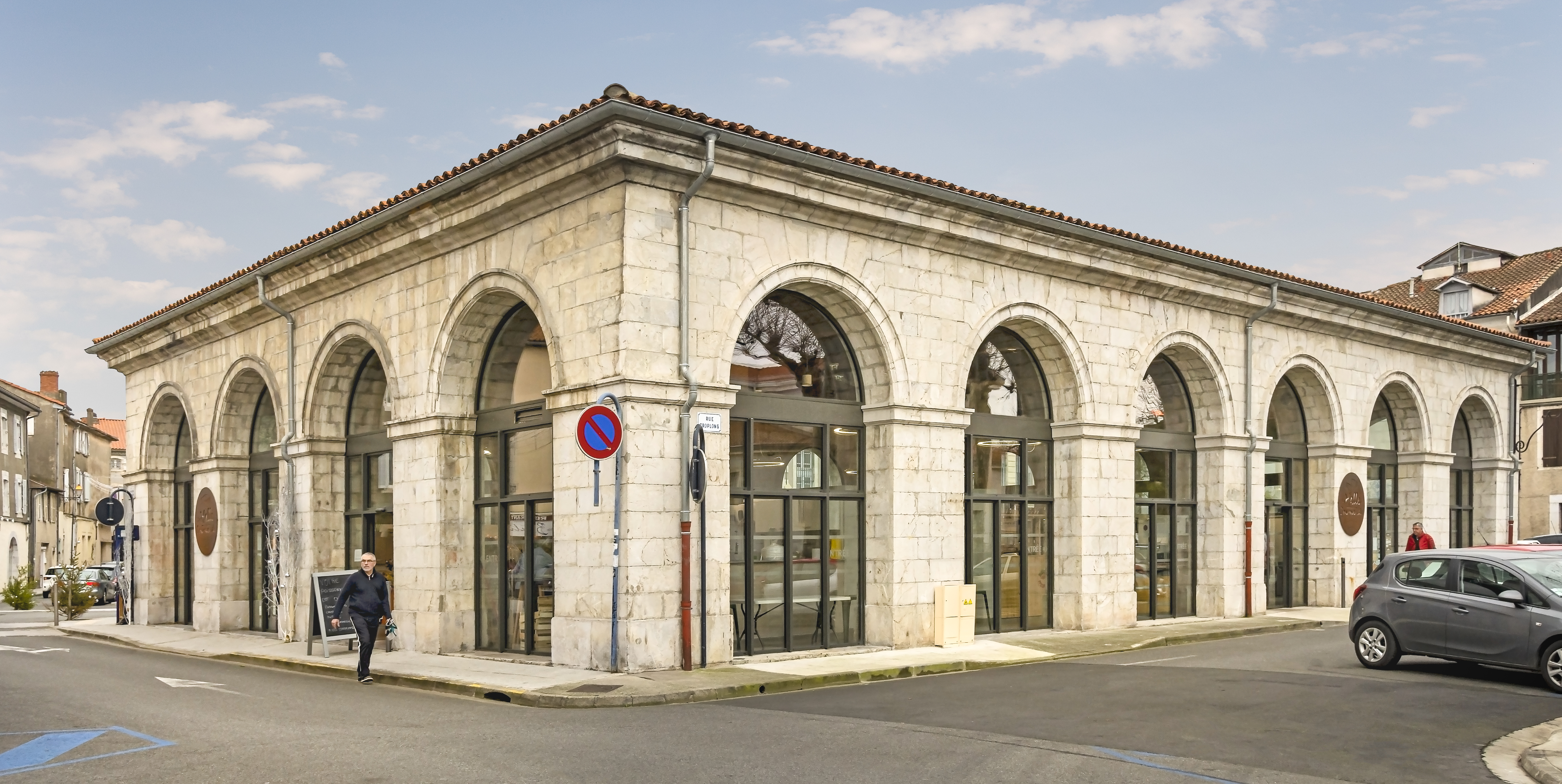
La Halle de Saint-Gaudens.

Autres lieux et monuments :
- Gare de Saint-Gaudens
- Hôtel de ville
- Tribunal de grande instance
- Monument à André Maginot en 1914
- Monument à Eugène Azémar
- Chapelle de la Caoue
- Chapelle Sainte-Anne de Saint-Gaudens (quartier du Pouech)
- Chapelle Notre-Dame des Sept Douleurs
- Chapelle Sainte-Germaine (quartier des Gavastous)
- Chapelle Saint-Jacques (première moitié du XVIIe siècle), transformée en centre d'art contemporain[71]
- Stèle de la Liberté
- Jardin public
- Lac de Sède

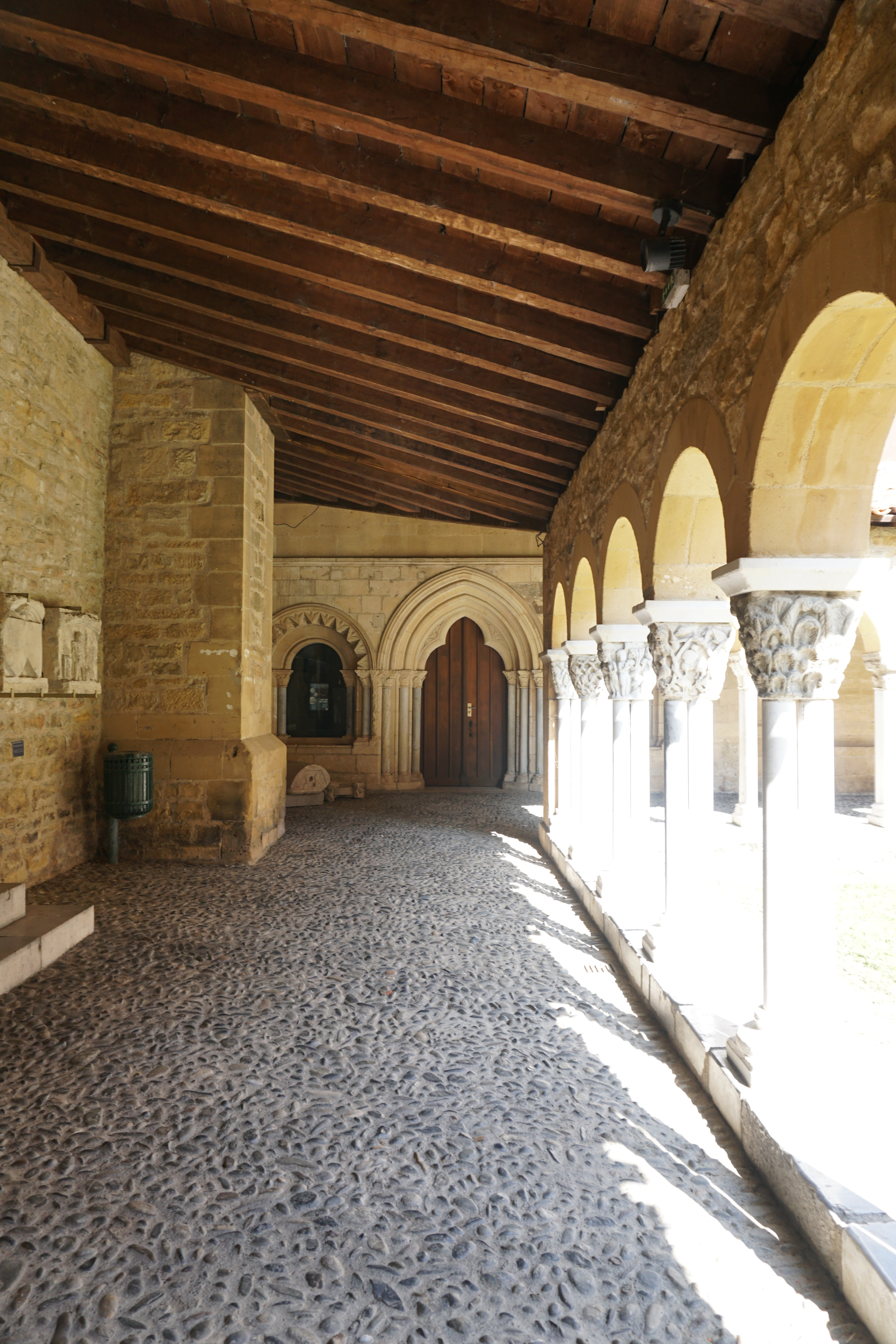
Cloître de la collégiale.
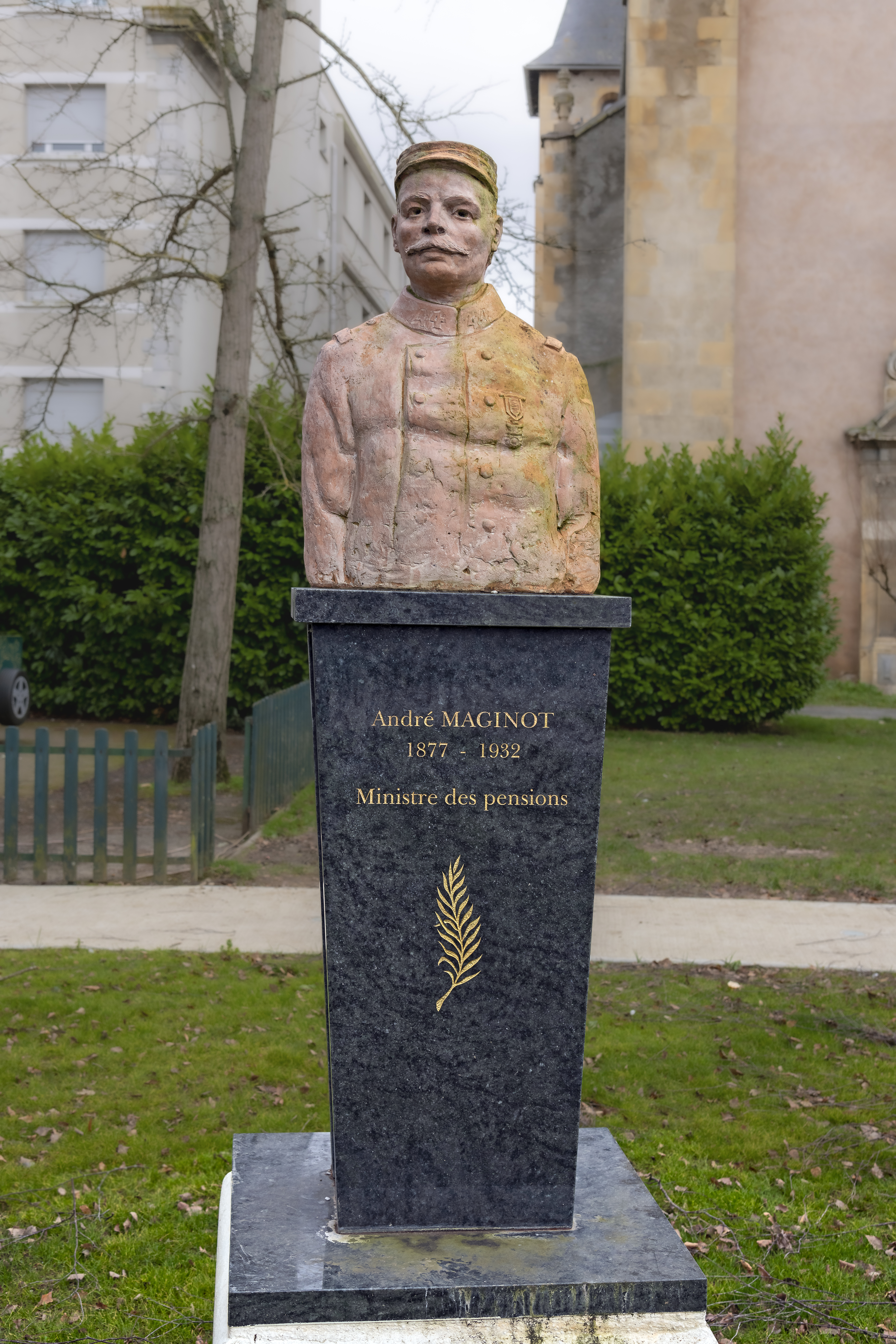
Monument à André Maginot en 1914.
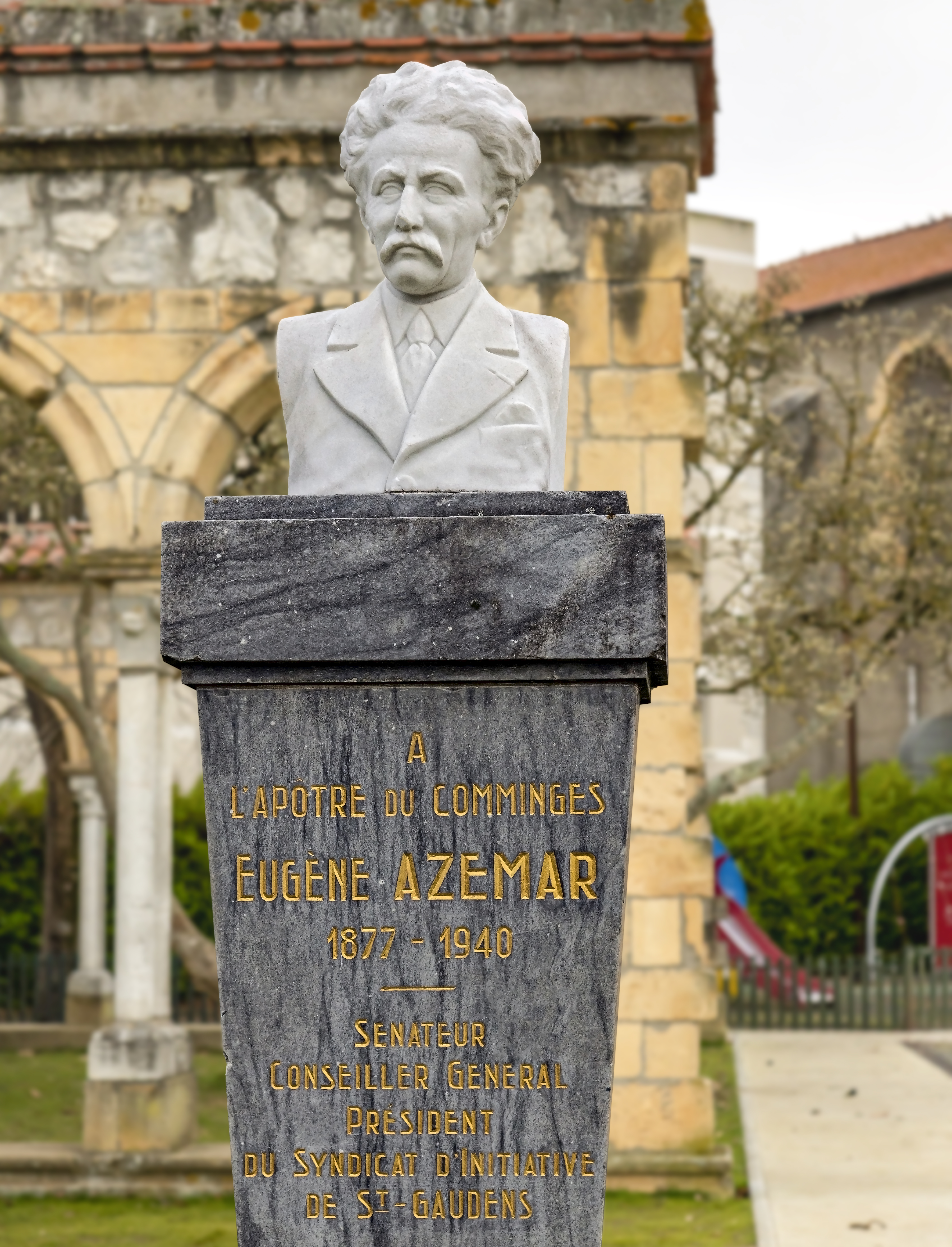
Le monument à Eugène Azémar.
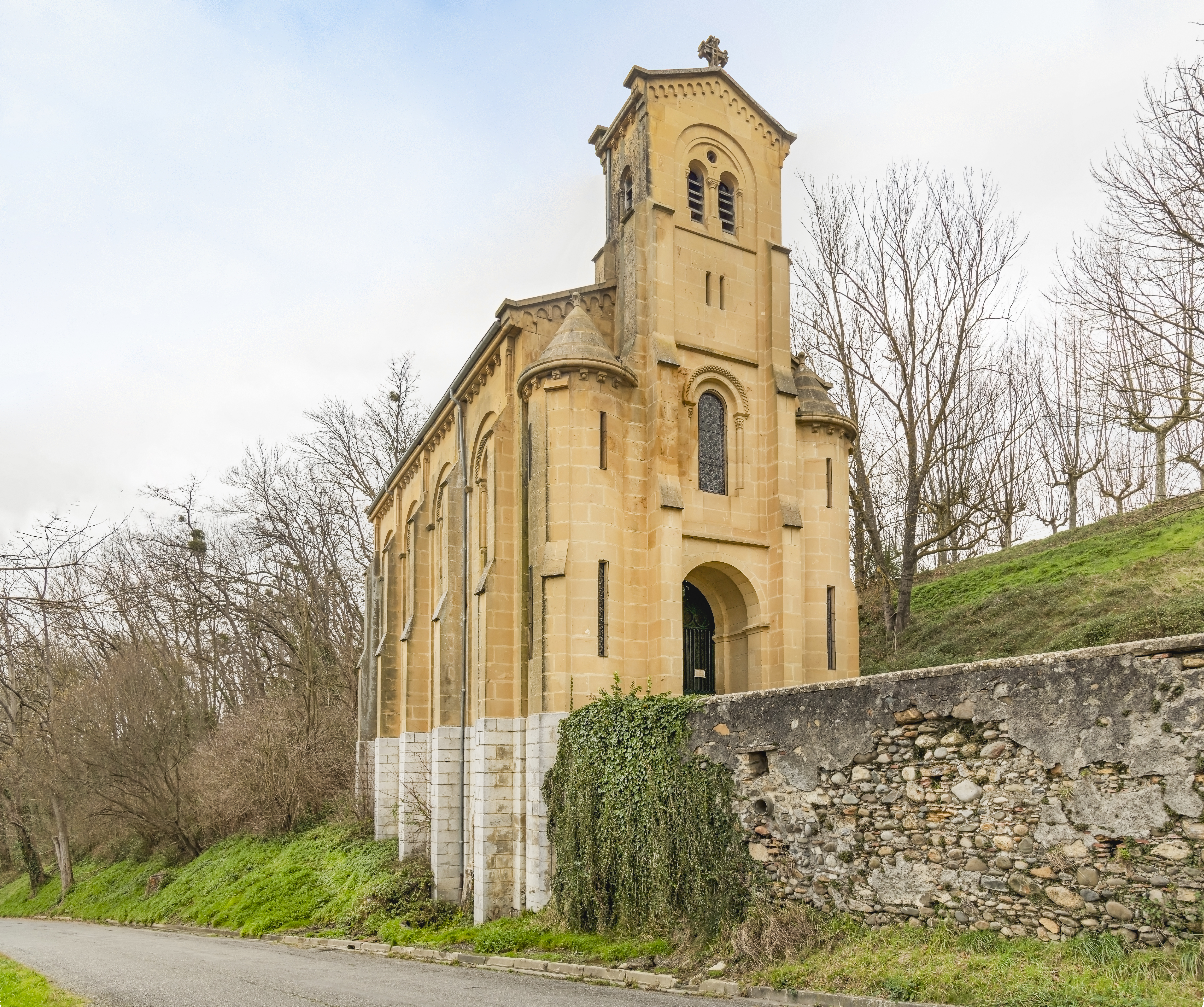
Chapelle de la Caoue.
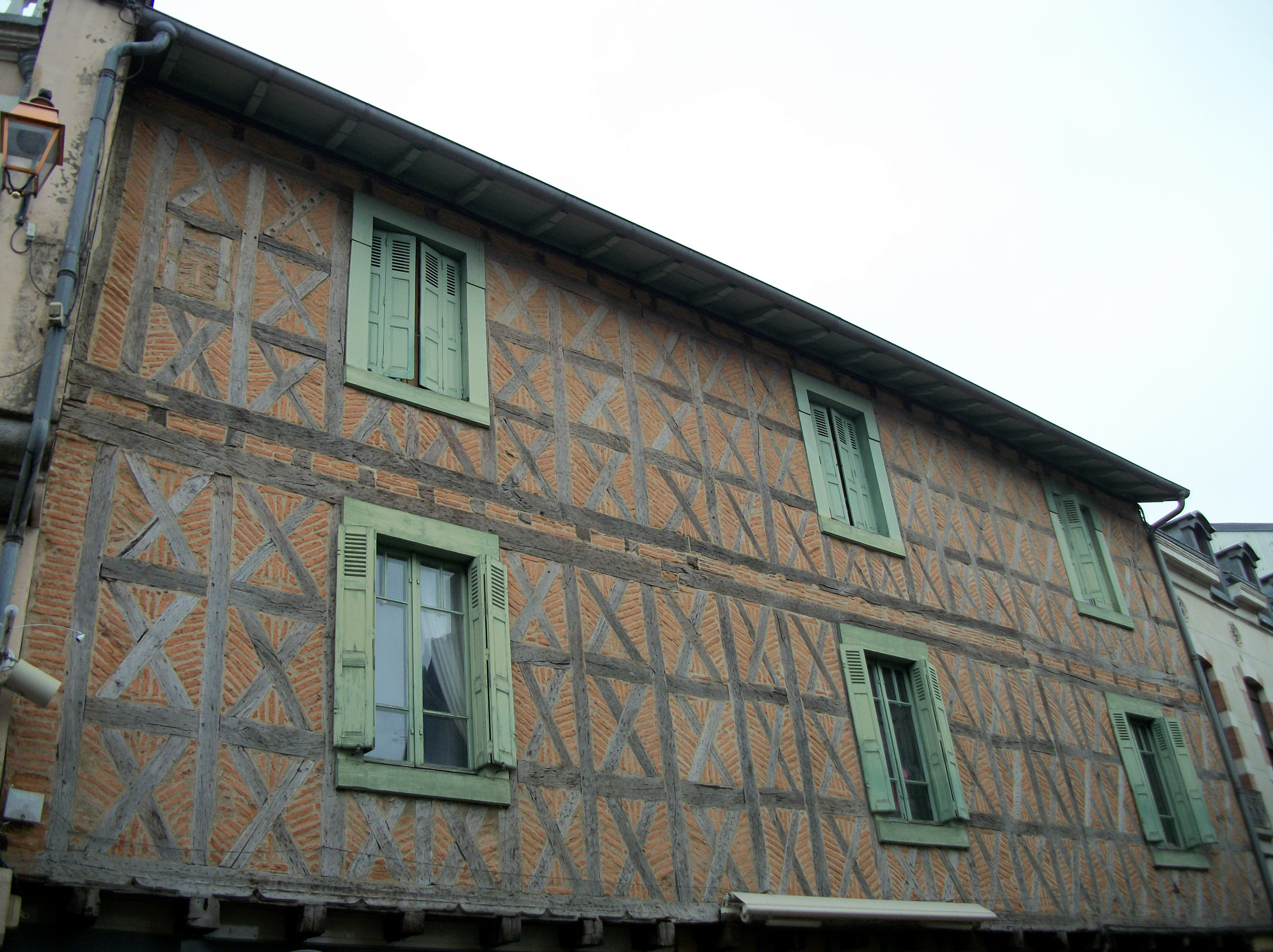
Maison à colombages.
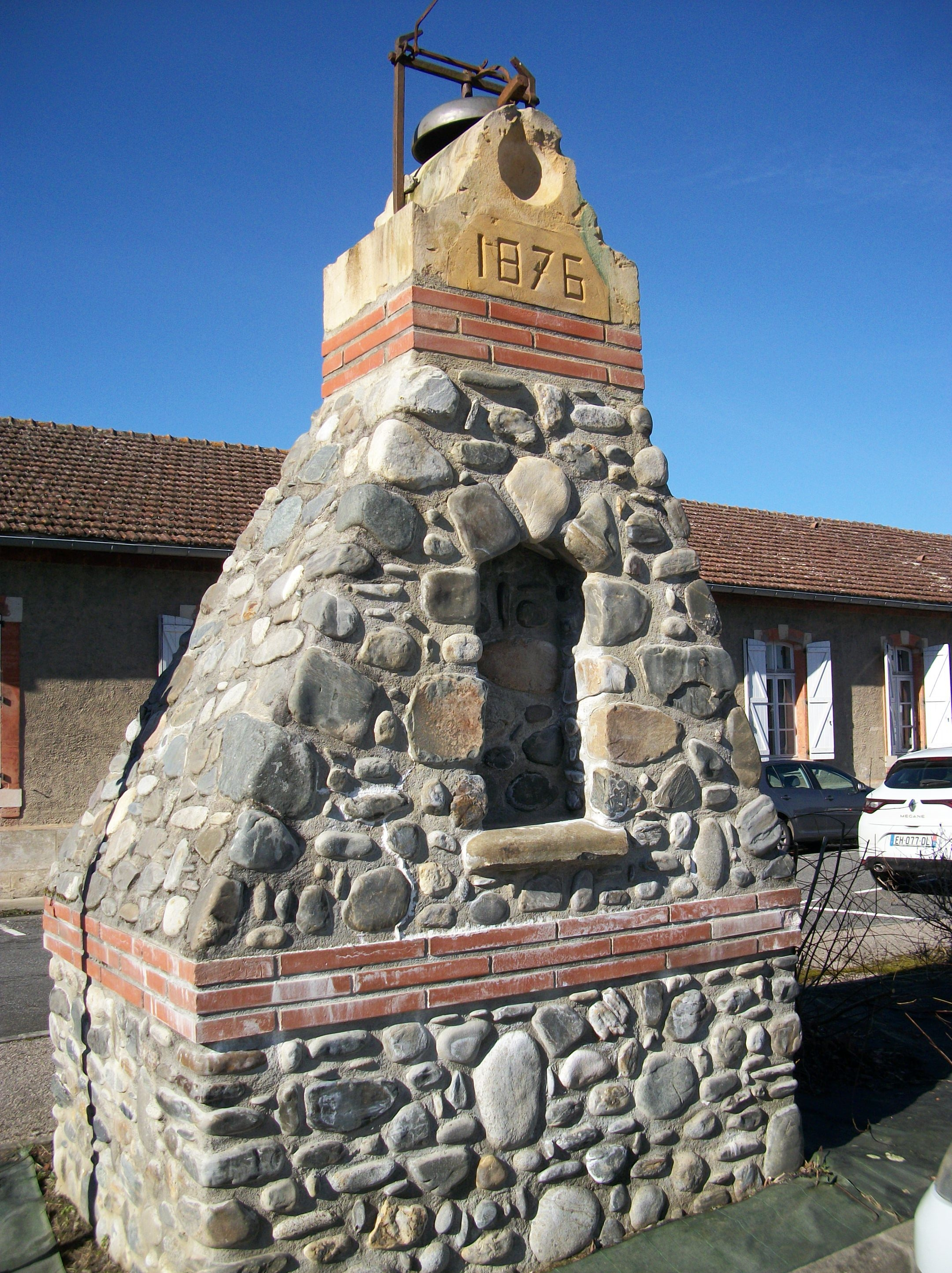
Ancien monument situé à l'arrière du conseil départemental de la Haute-Garonne.
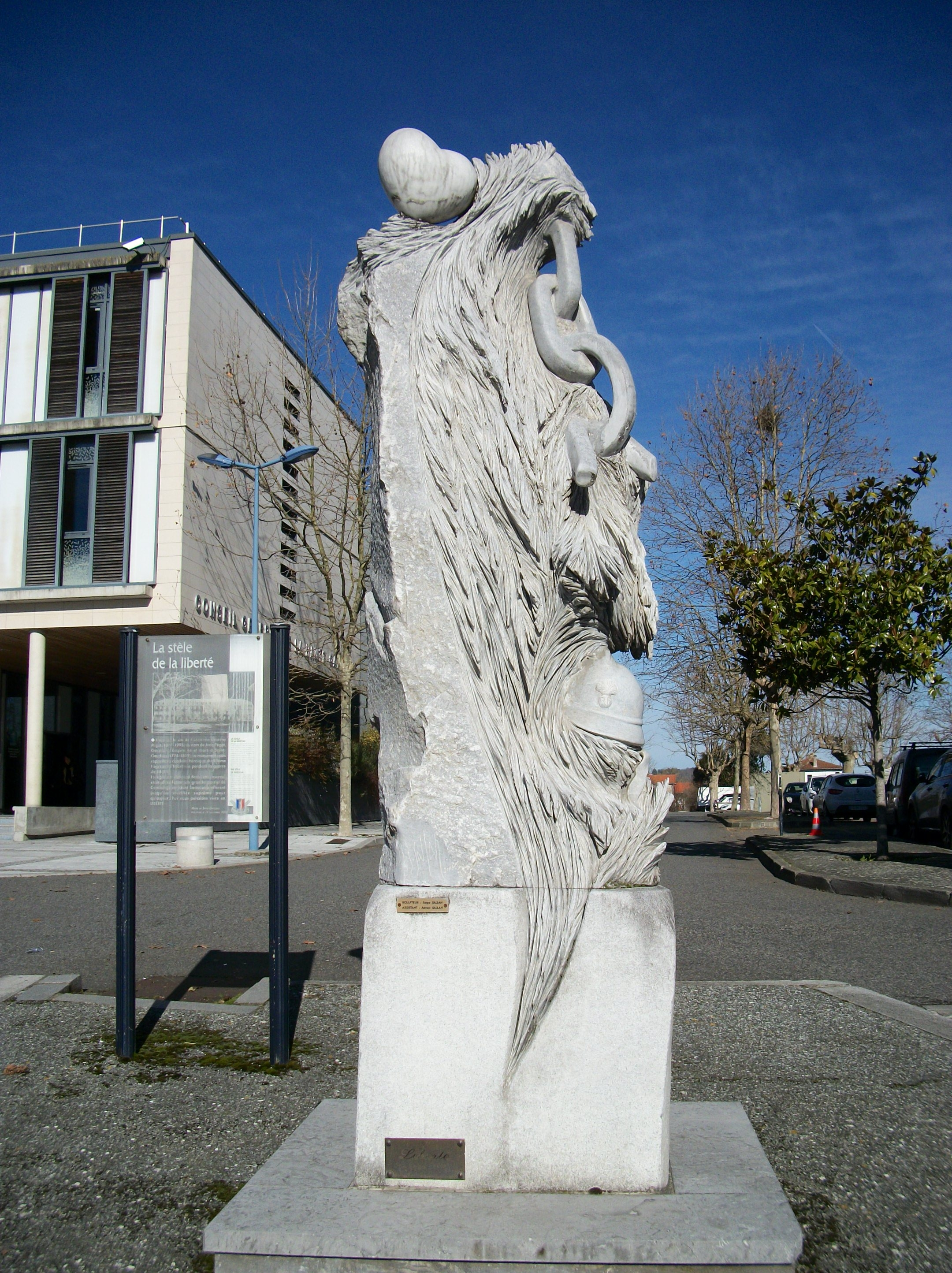
Stèle de la Liberté.
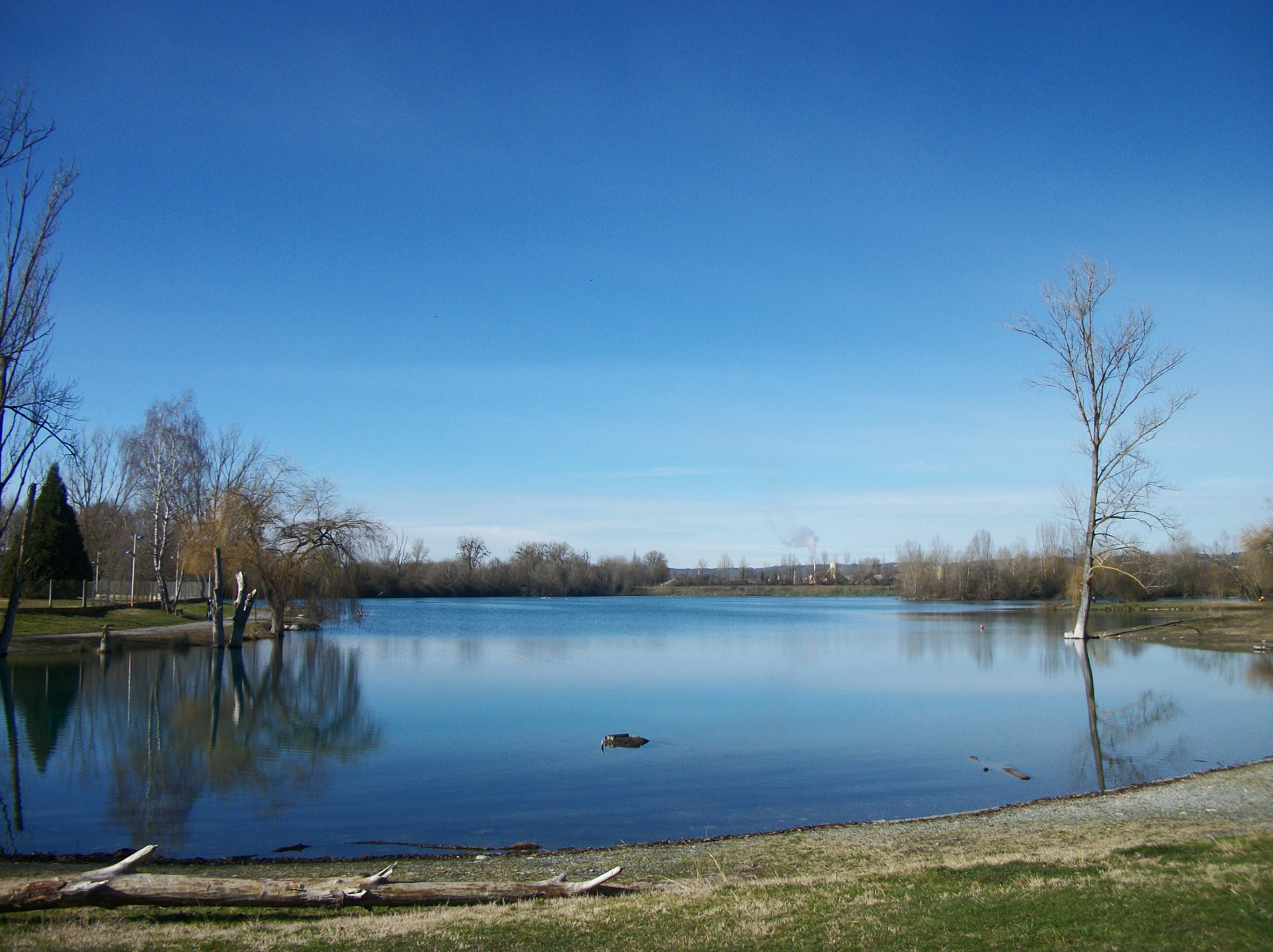
Lac de Sède.
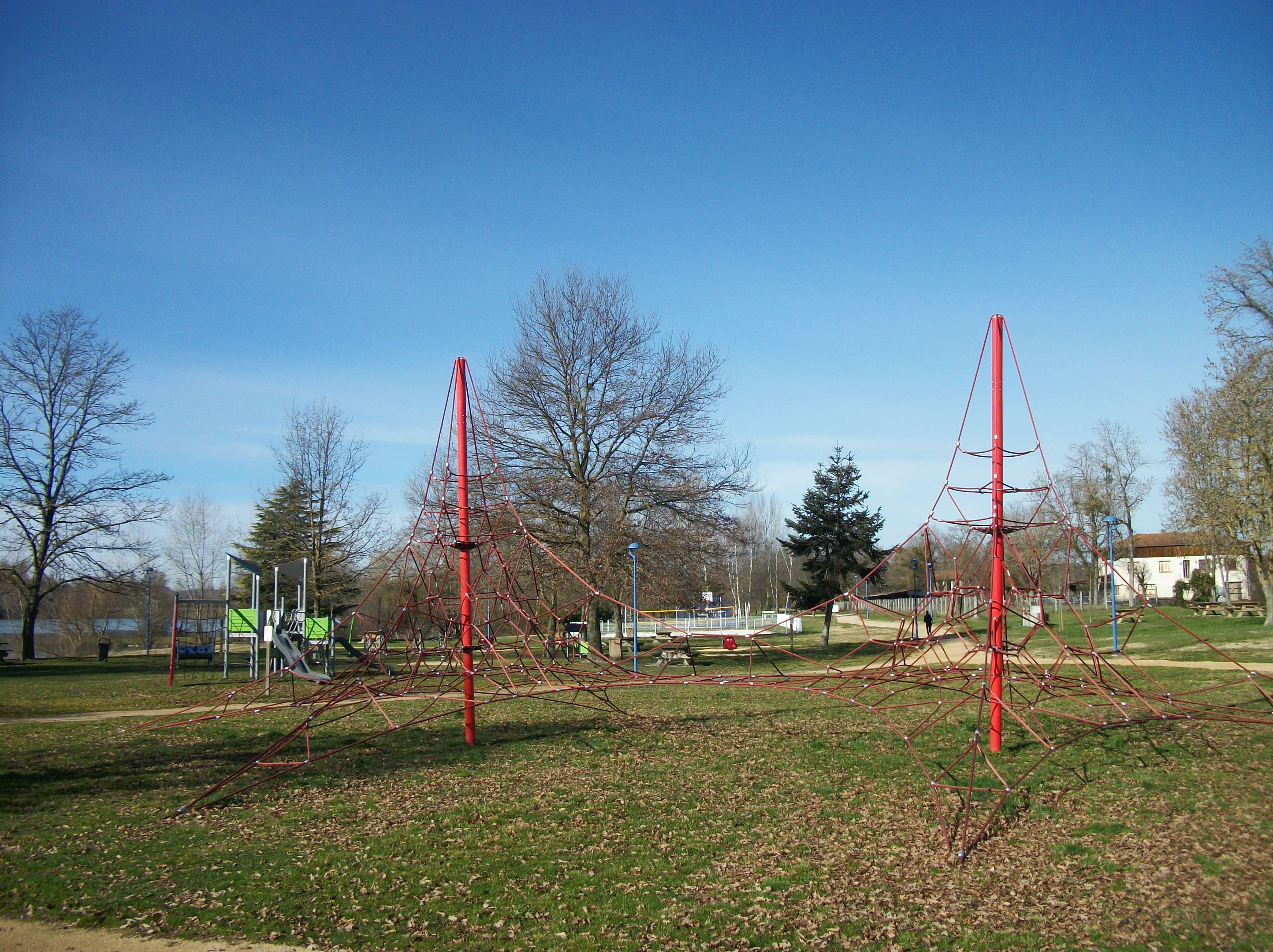
Aire de jeux du lac de Sède.

### Équipements culturels
- Le Cube, salle multi-activités et de spectacles, d'une capacité de 1 500 personnes assises et 3 000 debout.
- Théâtre municipal Jean-Marmignon.
- Le Musée - Arts & Figures des Pyrénées Centrales a une importante collection de porcelaine de Valentine et d'œuvres du peintre Jean-André Rixens.
- La Chapelle Saint-Jacques, centre d'art contemporain. Attenante au couvent des Dames religieuses de Notre-Dame de Nevers, elle est donnée à la ville de Saint-Gaudens en 1991 et désacralisée pour créer un lieu consacré à l'art contemporain[72]. En 2019, elle obtient le label Centre d'art contemporain d'intérêt national[73].
- Médiathèque intercommunale qui conserve le fonds de la Société des études du Comminges.
- Conservatoire de musique à rayonnement intercommunal Guy Lafitte.

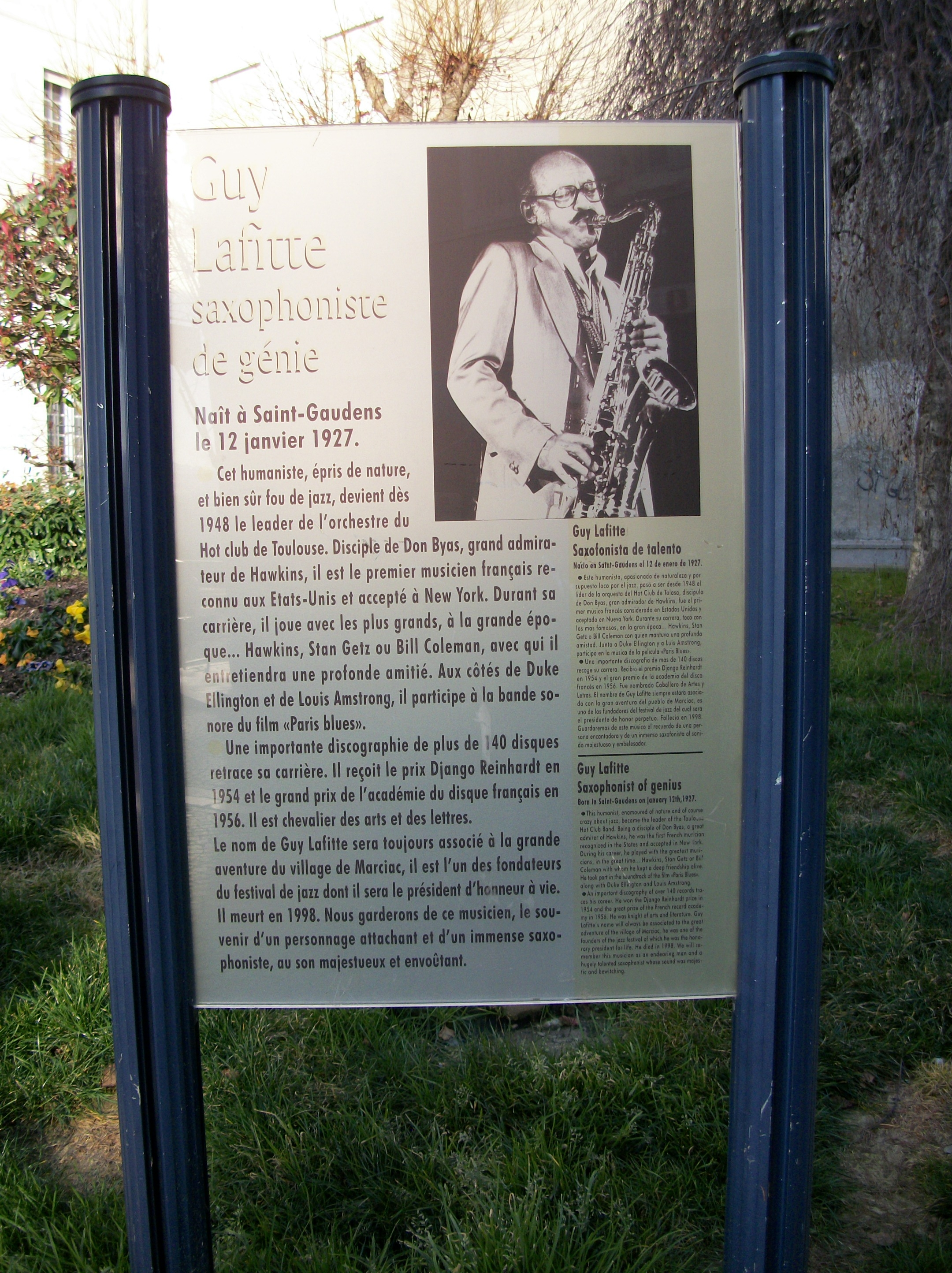
Plaque commémorative sur Guy Lafitte.
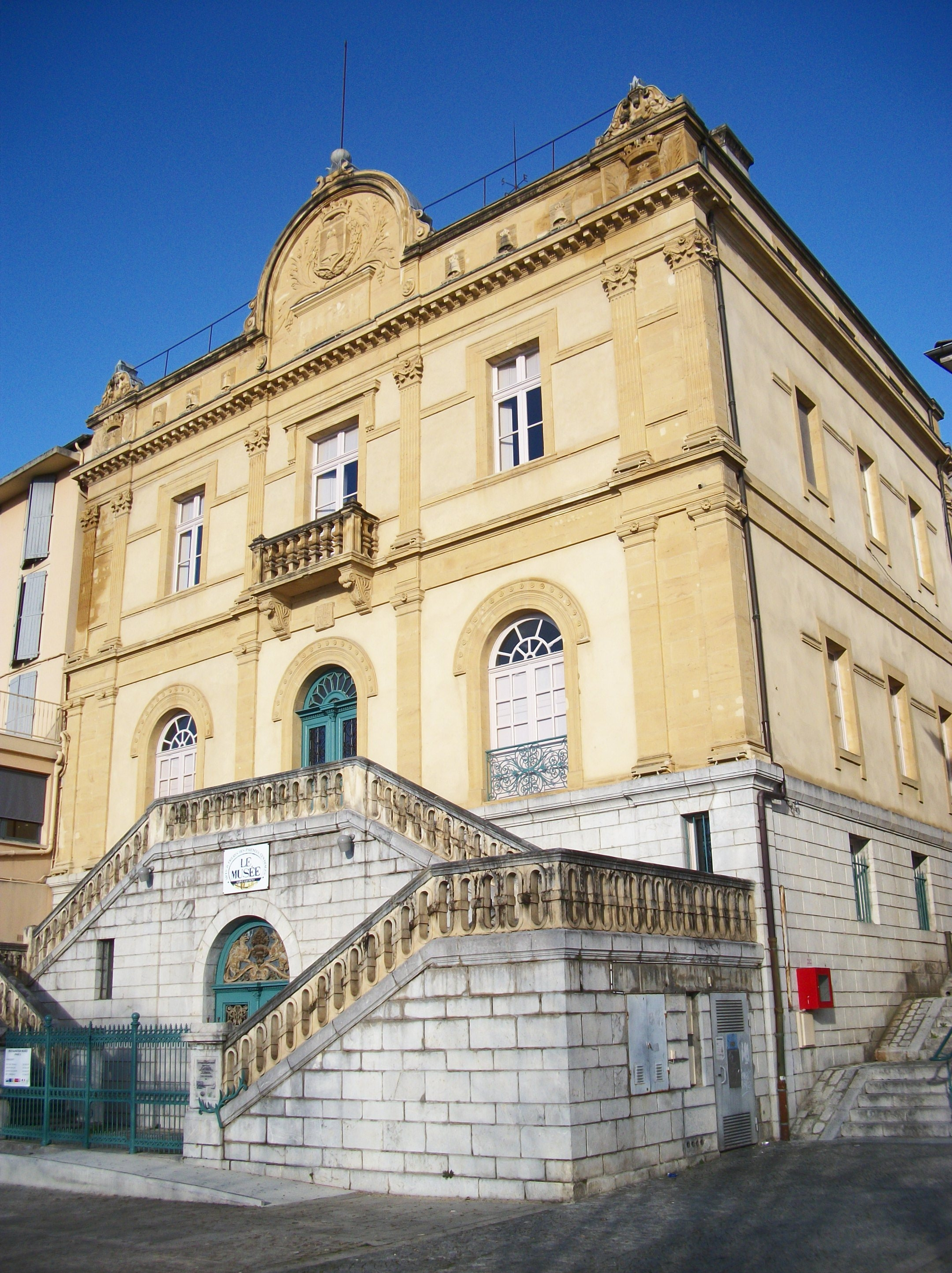
Le Musée - Arts & Figures des Pyrénées Centrales.
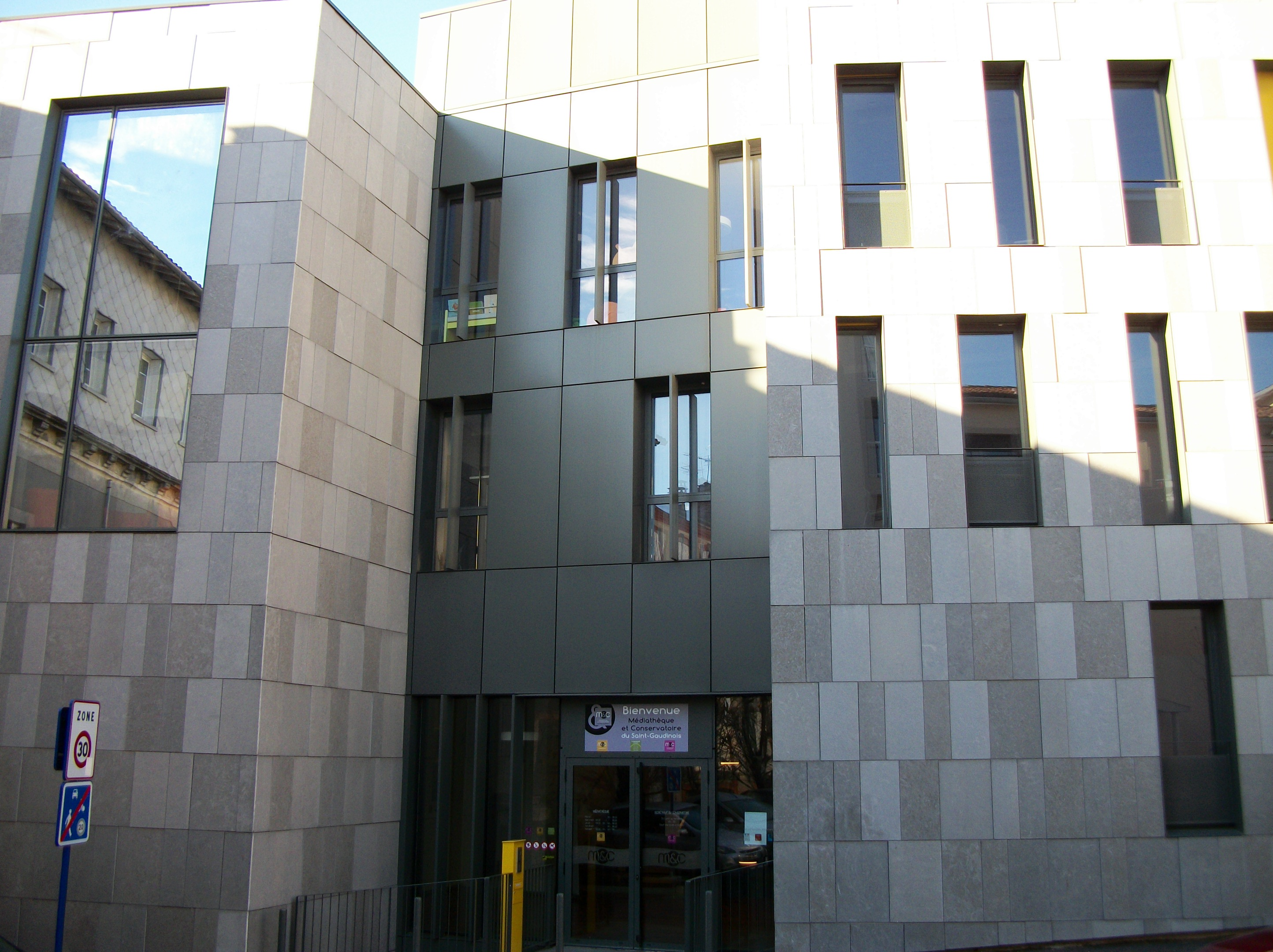
Entrée de la médiathèque intercommunale et du conservatoire de musique Guy-Lafitte.
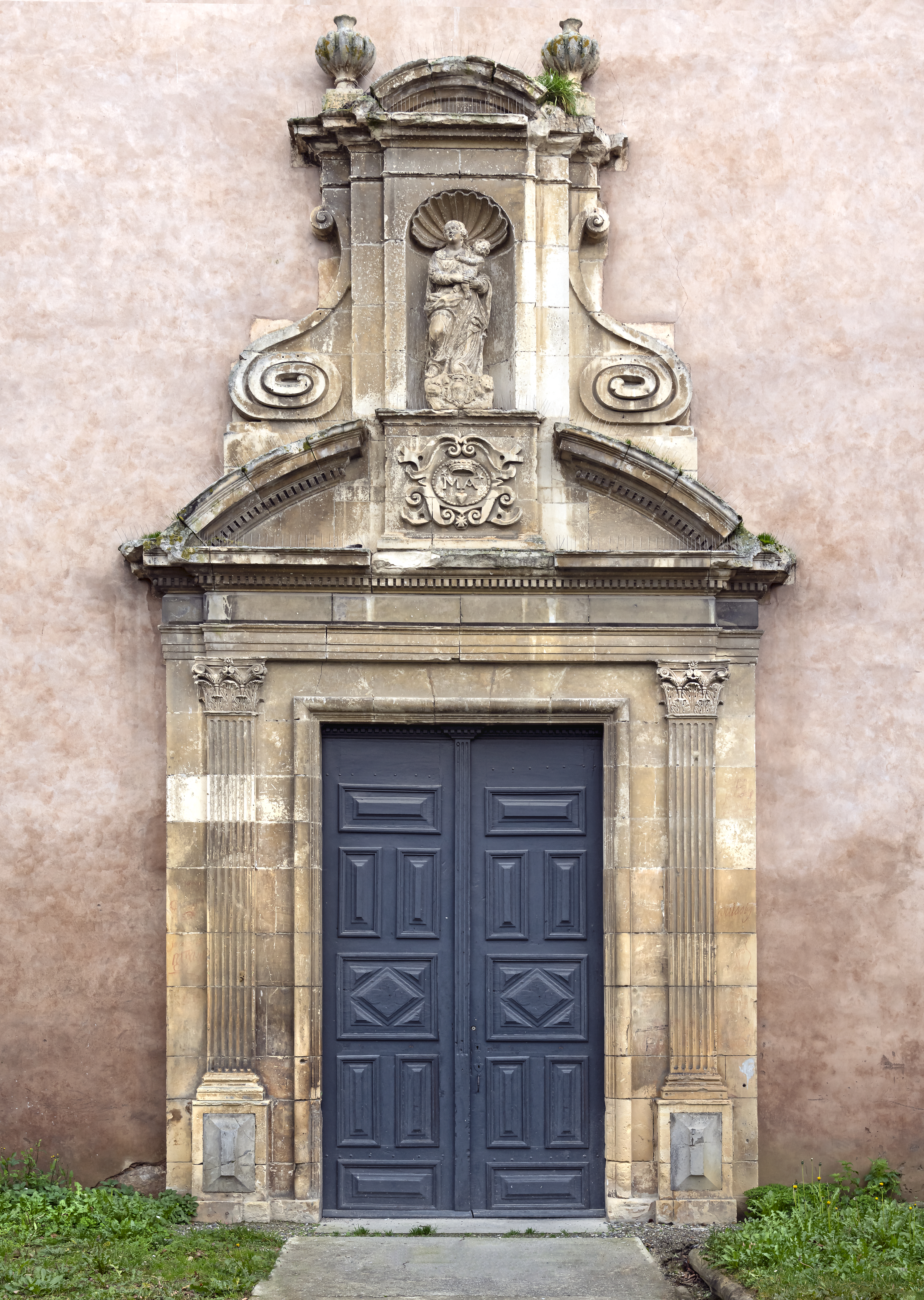
L'entrée du CAC Chapelle Saint-Jacques.
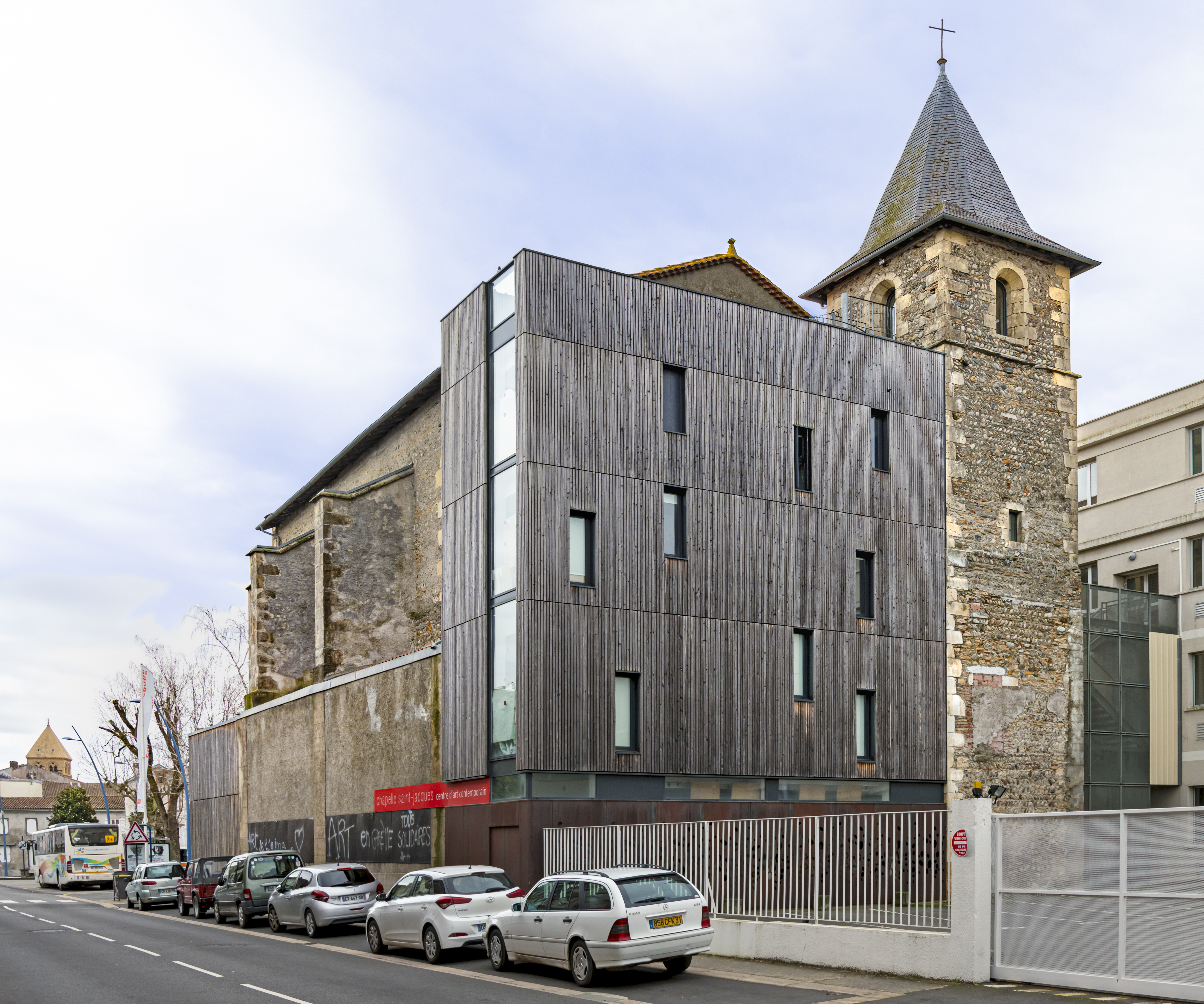
Centre d'art contemporain Chapelle Saint-Jacques.

### Personnalités liées à la commune

#### Personnalités politiques

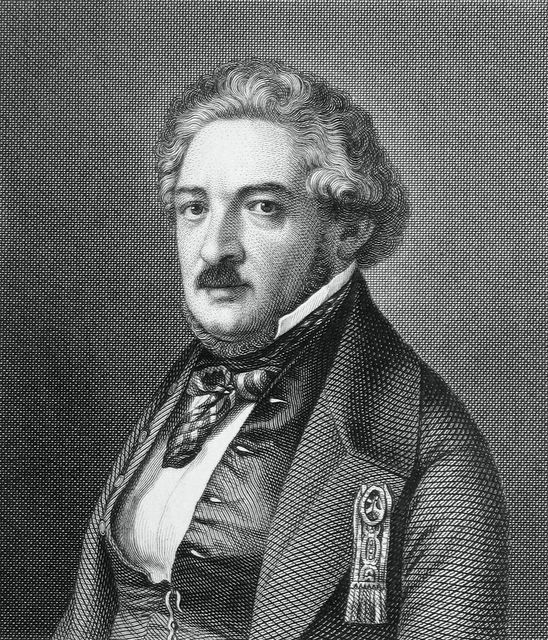
Armand Marrast.

- Bertrand Pégot (1750-1827), négociant, député à l'Assemblée constituante (1789-1791), père de Guillaume Alexandre Thomas Pégot et de Jean Pégot.
- Jean-Baptiste Lapène, homme politique né le 13 septembre 1789 à Saint-Gaudens (Haute-Garonne) et mort le 17 août 1872 dans la même ville.
- Jean-Baptiste Pégot (1794-1874), haut fonctionnaire et homme politique né à Saint-Gaudens, député de la Haute-Garonne de 1848 à 1849.
- Raymond-Théodore Troplong (1795-1869), personnalité politique français, juriste, corédacteur du texte initial de la Constitution.
- Armand Marrast (1801-1852), personnalité politique français ancien maire de Paris.
- Henri Ebelot (1831-1902), avocat, ancien maire de Toulouse.
- Victor Camparan (1832-1912), homme politique, sénateur de la Haute-Garonne en 1879.
- Victor Bougues (1848-1907), homme politique, député de la Haute-Garonne en 1881, puis sénateur.
- Jean Bepmale (1852-1921), pyrénéiste et politicien[74], ancien maire de Saint-Gaudens.
- Julien Bougues (1876-1928), homme politique, député de la Haute-Garonne de 1908 à 1914.
- Hippolyte Ducos (1881-1970), ancien ministre et député du Comminges
- Nicole Bacharan (1955), politologue franco-américaine née à Saint-Gaudens

#### Militaires
- Jean-Bernard de Pointis (1645-1707), officier de marine et corsaire français du XVIIe siècle.
- Guillaume Alexandre Thomas Pégot (1773-1858), officier général des armées de la République et de l'Empire, né et décédé à Saint-Gaudens.
- Jean Pégot (1774-1819), chevalier de l'Empire, général de brigade, frère du précédent, né et décédé dans la commune.
- Raoul Castex (1878-1968), amiral français et théoricien militaire, fondateur de l'IHEDN (Institut des Hautes Études de la Défense Nationale).
- Ferdinand Foch (1851-1929), maréchal de France, de Grande-Bretagne et de Pologne, originaire de Valentine (Haute-Garonne).
- Jean-Louis Georgelin (1948-2023), officier général français et chef d'état-major des armées. Grand chancelier de la Légion d'honneur

#### Sciences, médecine

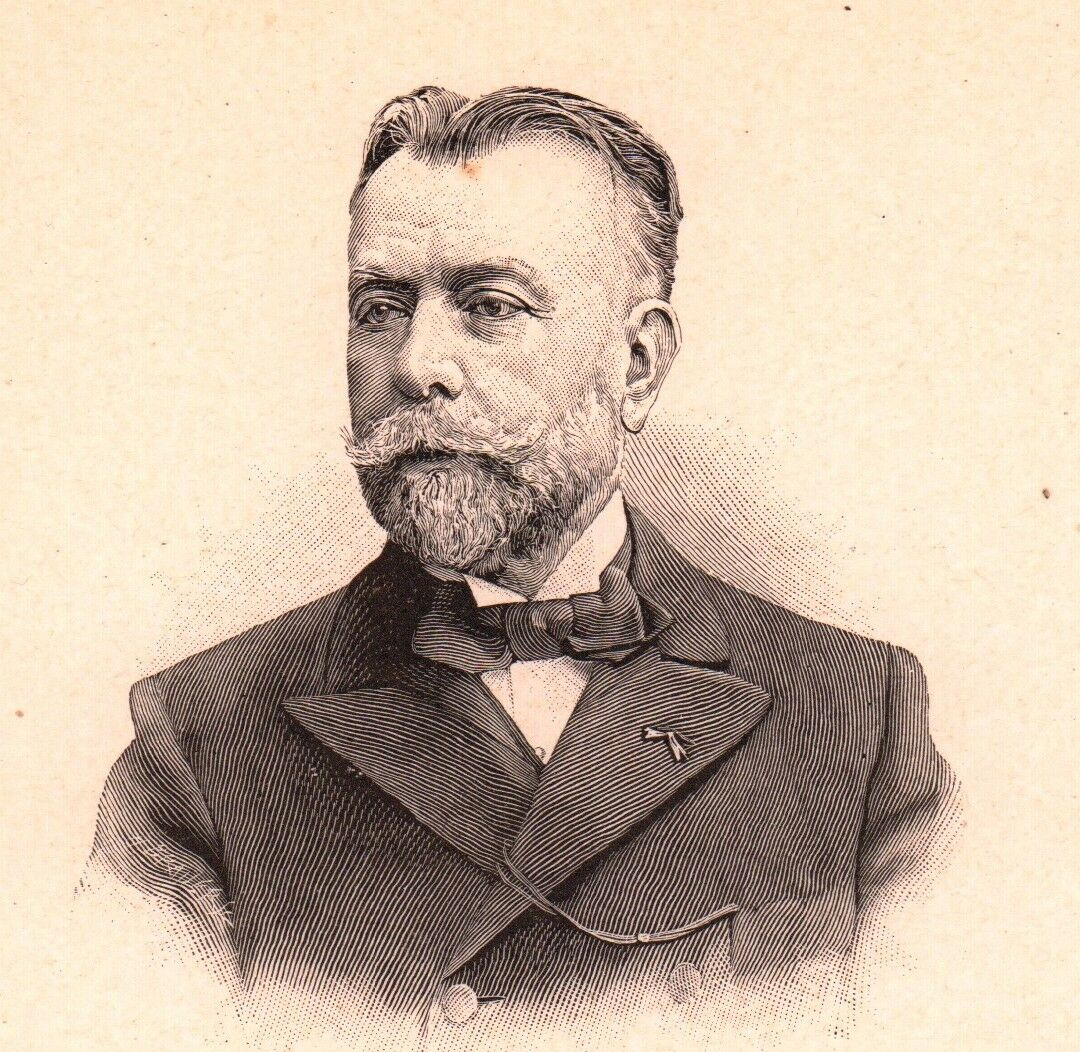
Charles Abadie.

- Charles Abadie (1842-1932), médecin ophtalmologiste.

#### Religieux
- Robert Davezies (1923-2007), prêtre, chercheur en mathématiques, militant de l'indépendance algérienne et des causes tiers-mondistes, en Afrique et en Amérique latine.

#### Culture, artistes
- Augustus Saint-Gaudens (1848-1907), sculpteur et médailleur américain, originaire d'Aspet. Un mémorial et un buste en son honneur symbolisent l'amitié franco-américaine au bas de la place de la légion d'honneur.
- Romain Cazes (1801-1881), peintre élève d'Ingres.
- Jean-André Rixens (1846-1925), peintre élève de Jean-Léon Gérôme et d'Adolphe Yvon.
- Romuald Joubé (1876-1949), acteur de cinéma muet.
- Guillaume Pujolle, (1893-1971), peintre français d'art brut.
- Norbert Casteret (1897-1987), spéléologue et écrivain.
- René Maheu (1905-1975), philosophe, sixième directeur général de l'UNESCO de 1961 à 1974.
- Jacques Borel (1925-2002), romancier et poète, prix Goncourt 1965, a vécu ses dix premières années à Saint-Gaudens, ville qu'il évoque à plusieurs reprises dans son œuvre sous le nom de Mazerme.
- Guy Lafitte (1927-1998), saxophoniste de jazz.
- Jacqueline Boyer (1941), chanteuse qui a gagné le Concours Eurovision de la chanson en 1960.
- Dick Annegarn (1952), auteur-compositeur-interprète néerlandais
- Nicole Bacharan (1955), politologue et écrivaine spécialiste des États-Unis.
- Jacques Verdier (1957-2018), journaliste sportif et écrivain.
- Pierre Maubé (1962), poète, écrivain.
- Cédric Sire (1974), écrivain.

#### Sportifs
- Marcel Loubens (1923-1952), spéléologue, agent de liaison de la Résistance.
- Bernard Momméjat (1934-2011), joueur international de rugby à XV.
- Marcel Tarrès (1951), pilote de course français.
- Pierre Berbizier (1958), joueur international et entraîneur de rugby à XV.
- Élie Baup (1955), entraîneur de football.
- Laurent Estadieu (1975), coureur cycliste.
- William Servat (1978), joueur international et entraîneur de rugby à XV.
- Arnaud Méla (1980), joueur international et entraîneur de rugby à XV.
- Laëtitia Grand (1990), joueuse internationale de rugby à XV.
- On doit citer aussi les grands joueurs du Racing Club Saint Gaudinois Comminges XIII , mème s'ils ne sont pas nés à St Gaudens, mais qui ont fait la gloire sportive de la cité dans les années 60-70 et au delà, tels Roger Biffi, Roger Garrigue, Jean Barthe, Henri Marracq, Armand Save, Jean-Pierre Lecompte, Serge Marsolan et Michel Molinier, et d'autres encore, le club ayant été 4 fois Champion de France de rugby à XIII en Elite masculine.

### Héraldique
| Blason de Saint-Gaudens | Les armes de Saint-Gaudens se blasonnent ainsi : D'azur à la cloche d'argent, bataillée d'or. |